# Quarter Horse
Vous lisez un « article de qualité » labellisé en 2024.
Pour les articles homonymes, voir QH et AQH.
Le Quarter Horse, ou American Quarter Horse (QH), est une race de chevaux originaire des États-Unis, qui tient son nom de courses de sprint d'un quart de mile. Ses origines remontent au XVIIe siècle. Les premiers colons américains réalisent des croisements entre les chevaux anglais importés et les chevaux déjà présents sur le territoire, issus de la colonisation espagnole de l'Amérique. La race se développe grâce à l'engouement des colons pour les courses sur courtes distances. À partir du milieu du XIXe siècle, les courses sur longues distances leur sont préférées. Le Pur-sang prend de l'importance et influence depuis lors le Quarter Horse. Avec la conquête de l'Ouest, le Quarter Horse américain trouve de nouveaux usages. Il est utilisé pour le transport, l'agriculture et surtout le gardiennage du bétail, qui fait sa renommée. L’American Quarter Horse Association (AQHA) est fondée en 1940 au Texas, et gère depuis le stud-book de la race dans tous les pays qui en pratiquent l'élevage.
Le Quarter Horse est un cheval puissant, de taille moyenne, caractérisé par une arrière-main très développée. Vif et énergique, il est très polyvalent et capable de redescendre rapidement en pression, ce qui en fait un compagnon idéal pour l'équitation western, mais aussi pour toutes formes d'équitation de loisir. Un sens du bétail lui est reconnu. Il est, de plus, souvent utilisé en croisement. En raison de son mode de sélection, le Quarter Horse est touché par différentes maladies génétiques dont l'HYPP.
C'est la race de chevaux la plus répandue dans le monde, avec environ 5 millions de sujets vivants et une présence dans plus de 80 pays dans les années 2010, pour 136 000 naissances chaque année. Son image est intimement liée à l'univers du western américain et des cow-boys.

## Dénomination
Le nom de « Quarter Horse » fait référence à la vocation première de ce cheval, à savoir les courses sur courtes distances d'un quart de mile (quarter-mile), soit environ 400 mètres,,. Néanmoins, cette dénomination n'est retenue par un groupe de ranchers et d'éleveurs du sud-ouest des États-Unis qu'au cours du XXe siècle, dans le but d'unifier des lignées et des pedigrees sous une même appellation de race. Le Quarter Horse n'a donc longtemps eu aucun nom officiel. Il a pu être nommé dans le temps « Steeldust » ou « Billy », du nom de célèbres gagnants de courses sur un quart de mile, ou encore « short-horse » en raison des courses sur courtes distances. La base de données DAD-IS répertorie aussi l'existence des noms suivants : Cold Deck, Copper Bottom, Kentucky Whip, Printer, Rondo et Shilo. Il s'agit des noms de célèbres étalons appartenant à cette race.
Il existe une croyance populaire selon laquelle le mot « Quarter » désignerait le pourcentage d'origines Pur-sang (un quart) chez le Quarter Horse ; cette croyance est fausse,.

## Sources
La grande majorité des ouvrages spécifiques au sujet du Quarter Horse sont publiés en anglais. Il existe ainsi une collection spécifique retraçant l'histoire de cette race, la collection Western Horseman.
Une série d'ouvrages importants a été publiée par Robert Moorman Denhardt, premier secrétaire et principal responsable de l'American Quarter Horse Association (AQHA),, professeur d'histoire de l'agriculture à l'université du Texas, ainsi qu'historien renommé de cette race de chevaux,. Il a notamment publié The Quarter Running Horse : America's Oldest Breed, Foundation Sires of the American Quarter Horse, Foundation Dams of the American Quarter Horse, Quarter Horses: A Story of Two Centuries, ainsi qu'un travail en trois volumes intitulé The Quarter Horse aux presses universitaires de l'Oklahoma, en plus du stud-book officiel de cette race,. L'histoire du Quarter Horse est ainsi indissociable de celle de son association internationale, l'AQHA.
D'après le directeur de l'AQHA Didier Ambrois, le premier ouvrage spécialisé publié à propos de cette race en français est celui du journaliste équestre et photographe Marc Soulier, paru en 2004.

## Histoire

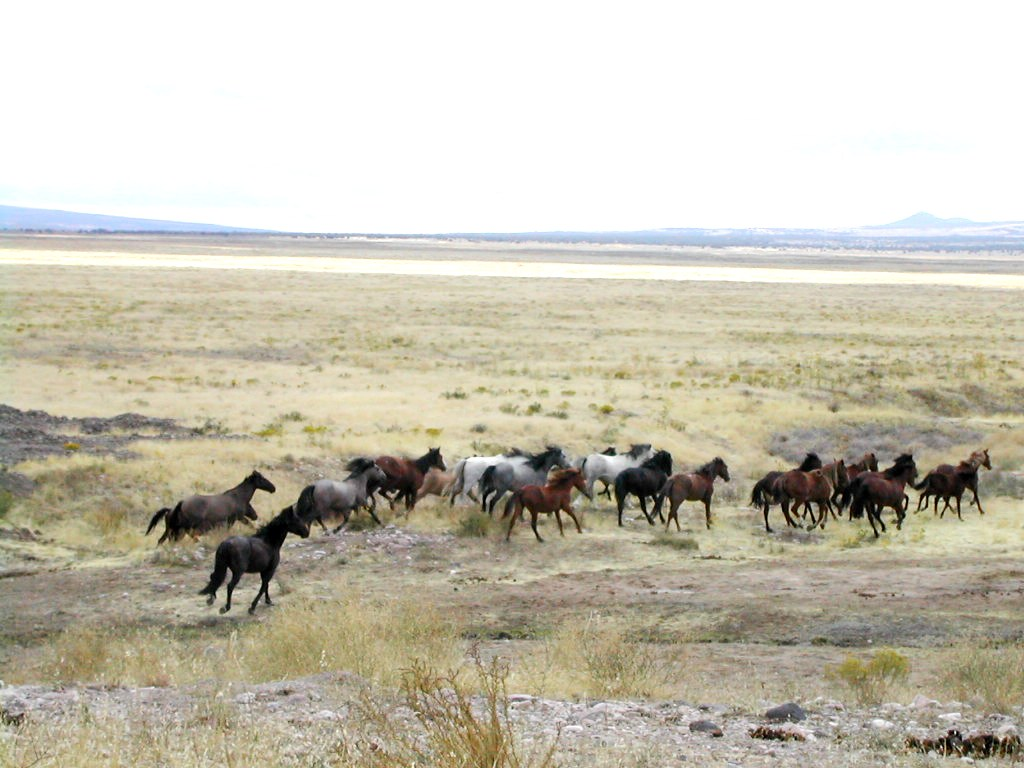
Groupe de Mustangs dans l'Utah en 2005.

Le Quarter Horse est souvent présenté comme la plus ancienne race de chevaux américaine,, ; Judith Dutson (assistante de recherche en médecine vétérinaire équine dans l'Ohio) estime qu'il s'agit du premier véritable type de cheval délibérément sélectionné sur le territoire américain. Un élevage sélectif débute dès le début du XVIIe siècle. La race a donc été créée par les Américains, afin de répondre à leurs besoins.
Le Quarter Horse résulte de deux populations de chevaux importées sur le territoire américain par les colons européens : le cheval colonial espagnol issu du Barbe, importé par les conquistadors espagnols au XVIe siècle, et les chevaux anglais, notamment le Pur-sang importé plus tard par les colons anglais,,,. Il s'y ajoute l'influence du cheval canadien et du Morgan.
D'après plusieurs cavaliers et journalistes,,, le Quarter Horse reçoit aussi une influence de l'Arabe, mais ni CAB International ni Judith Dutson ne citent d'influence arabe chez cette race, à laquelle elle cette dernière ajoute en revanche l'héritage du Mustang. De même, Denhardt, principal historien du Quarter Horse, rappelle que l'essentiel des chevaux amenés par les Espagnols étaient de type Barbe espagnol. D'après Nelson Coral Nye, auteur de l'ouvrage Outstanding Modern Quarter Horse Sires, les chevaux des autochtones Chickasaw sont les principaux ancêtres du Quarter Horse. Pour l'éleveur et éditeur Alexander Mackay-Smith, la contribution du Pur-sang (notamment celle de Janus) est déterminante.

### XVIIesiècle
Les premiers colons de la côte est des États-Unis au début du XVIIe siècle, notamment en Virginie, pratiquent le croisement de leurs chevaux avec les populations équines déjà présentes sur ce territoire, en particulier avec des chevaux Chickasaws, élevées par les autochtones d'Amérique à partir de chevaux espagnols,,,,. Les chevaux Chickasaws sont des animaux brévilignes de petite taille, musclés et résistants mais également très agiles, dotés d'une encolure très courte,,. Les colons les échangent avec les autochtones, pour les croiser immédiatement avec leurs propres chevaux,. Ces croisements réguliers sont avérés dès 1611, avec l'import de sept chevaux et juments anglais à Jamestown en Virginie, puis plus tard en Caroline du Nord et en Caroline du Sud, encore sous domination britannique,. Les raids répétés, tant des Anglais que des autochtones d'Amérique, sur les colonies espagnoles, entraînent une diffusion des chevaux de type ibérique vers le nord.
La première importation attestée d'un cheval d'Angleterre vers la colonie de Virginie a lieu vers 1610 ou 1620,. Dès lors, des chevaux anglais sont régulièrement importés vers les colonies. La plupart sont des hobbies, comparables à l'Irish Hobby d'Irlande, ou bien des Galloway,, soit de petits chevaux bais ou bai-bruns, avec une petite tête et de très bon membres.

### XVIIIesiècle
À partir des années 1690, les colons américains pratiquent des courses de chevaux,, en particulier sur de courtes distances d'un quarter-mile, soit environ 400 m. Les premières courses de ce type ont vraisemblablement lieu dans le comté de Henrico, en Virginie. Ces courses sont des activités populaires, souvent des duels entre deux cavaliers et leurs chevaux, et ont lieu dans les rues droites des villes, sur les chemins de campagne et à travers champs,,,. Elles voient souvent s'affronter les jeunes des riches familles de propriétaires de plantations. Les chevaux spécialisés dans ces courses prennent le nom de Quarter-Pathers, de Short-Racing Horses, ou plus rarement de Short Horses, ce qui implique l'existence en parallèle de courses sur des distances plus longues, inspirées de celles qui sont organisée en Angleterre, pays d'origine des colons. J. F. D. Smith, dirigeant de la colonie de Virginie avant la révolution américaine, cite l'attachement des locaux pour ces courses courtes, et l'existence d'une race de chevaux spécialisée à cet usage. Cette race est issue des chevaux Chickasaw, très populaires chez les planteurs des colonies avant la révolution américaine. La course sur courte distance est aussi présente dans le Rhode Island, qui élève à cette époque quelques-uns des meilleurs chevaux à ces usages, et autorise légalement ces courses à l'inverse d'autres États davantage marqués par le puritanisme, notamment la Nouvelle-Angleterre.
Les cavaliers ne se préoccupent pas à l'époque de la race de leurs montures. Il existe probablement de nombreux croisements avec les chevaux de type espagnols retournés à l'état sauvage. Les courses font la popularité du petit cheval local, battant sur ces distances les Pur-sang anglais à une époque où la présence de cette race reste très limitée, d'où une très faible influence du Pur-sang sur le Quarter Horse à cette période,. Le tout premier étalon Pur-sang, Bulle Rock, arrive dans les colonies vers 1730 et est croisé avec la souche locale. Seul l'étalon Janus, un Pur-sang importé en Virginie en 1752, réputé pour sa vitesse et son endurance, semble avoir significativement marqué le Quarter Horse,,, transmettant à ses descendants son arrière-main développée et sa vitesse. Le stud-book américain du Pur-sang compte des Short-Horses dans ses plus anciens enregistrements généalogiques,.
William Robinson, député gouverneur de Rhode Island, élève quelques-uns des meilleurs chevaux de course sur courte distance de son époque,. Son reproducteur principal est l'étalon Old Snipe, un probable cheval colonial espagnol, découvert et capturé parmi une harde sauvage,. Quand les premières courses sont organisées entre la Virginie et Rhode Island, les poulains d'Old Snipe impressionnent si favorablement qu'ils sont acquis en Virginie. Après la guerre d'indépendance, le Pur-sang se popularise, tandis que le Quarter-Miler devient le cheval des colons qui se déplacent vers l'Ouest.

### XIXesiècle

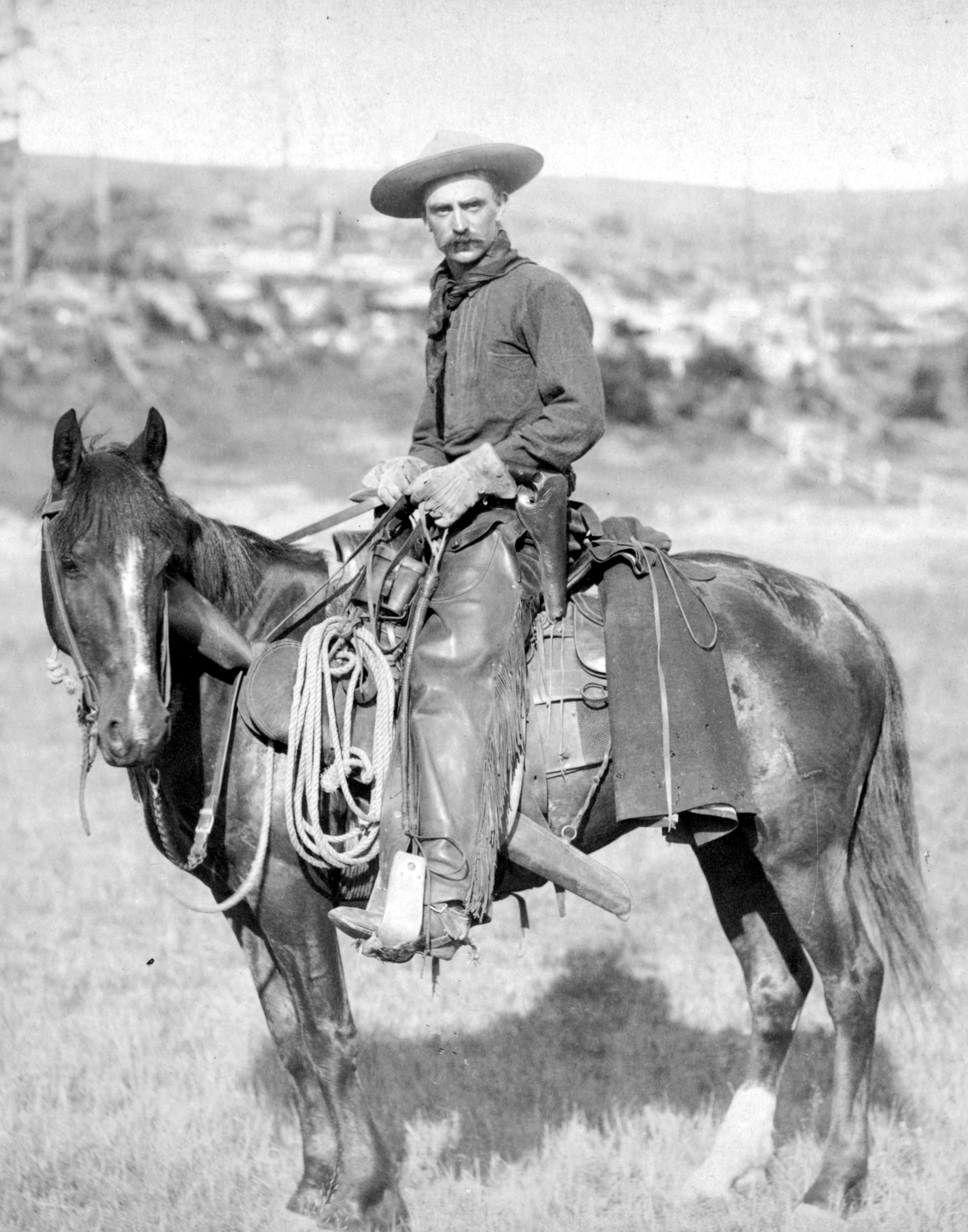
Cow-boy dans le territoire du Dakota, en 1887.

Jusqu'au milieu du XIXe siècle, les courses sur courtes distances sont les types de course les plus populaires aux États-Unis. Mais avec l'engouement nouveau pour les courses sur longue distance, le Quarter Horse ne peut rivaliser face aux Pur-sang anglais. Il perd ainsi progressivement son intérêt de cheval de course, ce qui entraîne l'effondrement de son élevage dans l'Est, mais de nouvelles utilisations lui sont trouvées,,. Depuis cette époque, la plupart des Quarter Horse ont été croisés avec le Pur-sang. Ce croisement a pour but de développer leur endurance qui tend à manquer sur les courses longues, et de corriger ce qui est vu comme des défauts morphologiques, tel que le garrot aplati (dit mutton whitered) et les paturons courts et droits.
Avec la conquête de l'Ouest, le cheval américain gagne en polyvalence et en popularité, utilisé tant pour les déplacements que pour le loisir et pour le travail. Les croisements réguliers avec les Mustangs et d'autres chevaux de l'Ouest développent son sens du bétail, ce qui le rend populaire pour le travail de ranch. Cheval de selle, il sert aussi bien pour le transport que pour l'agriculture, le débardage du bois ou le gardiennage du bétail,. Cette dernière aptitude fait d'ailleurs sa renommée de cheval de travail, illustrée par son appellation de cow horse. Le sens du bétail du Quarter Horse, sa vitesse et sa réactivité deviennent des atouts précieux pendant le développement massif de l'élevage bovin dans les plaines de l'Ouest. Il tient le rôle du « cheval à tout faire » dans les ranches américains, devenant un cheval de famille. Le Quarter Horse est également une monture utilisée par l'armée au cours de la guerre de Sécession,. Denhardt cite l'influence du ranch du capitaine King, débuté durant les années 1850 dans le Texas, sur le développement du futur QH. Ce ranch se spécialise dans l'élevage d'un cheval de travail du bétail, en évitant les croisements avec le Pur-sang. D'autres ranchs, comme celui des Kleberg, se spécialisent dans l'élevage d'un cheval de course croisé avec le Pur-sang.
Un étalon nommé Steel Dust (« poussière d'acier »), né en 1843, influence notablement la race, au point que ses descendants sont connus comme les Steel Dust Horse sur plusieurs générations,. Il est réputé pour être le cheval le plus rapide de l'Ouest, notamment grâce à une course remportée contre un Pur-sang à McKinney en 1856,. La possession de ses descendants devient une source de fierté pour les Texans. Le célèbre Billy est un petit-fils de Steel Dust. Entre la fin du XIXe siècle et le début du XXe siècle, certains grands propriétaires et éleveurs comme Coke Blake, Dane Casement, Ott Adams et George Clegg reconnaissent la valeur généalogique d'ancêtres comme Steel Dust et Billy, et se mettent à rechercher activement leurs descendants pour les élever. Peter McCue, un autre grand ancêtre de la race du Quarter Horse, naît en 1895.

### Officialisation de la race

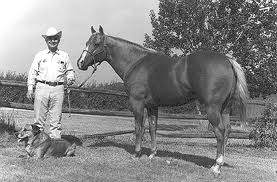
Cutter Bill, célèbre étalon champion de cutting dans les années 1950.

Durant les années 1910 à 1920, certains propriétaires des chevaux nommés à l'époque des Steel Dust demandent la mise en place d'un cadre permettant de préserver ces lignées. Le Quarter Horse gagne en popularité pour la conduite du bétail en Floride pendant le Dust Bowl des années 1930.
Les premiers efforts pour créer une race alliant vitesse, agilité, intelligence et sens du bétail ont lieu au tout début du XXe siècle sous l'impulsion de Richard M. Kleberg Sr., Robert J. Kleberg Jr. et Caesar Kleberg. Ce sont cependant les publications de Robert M. Denhardt, durant les années 1930 et 1940 qui font définitivement basculer l'opinion publique, et en particulier son article retraçant l'histoire de cette race, publié dans Western Horseman en 1939. Un yearling appartenant à George Clegg, nommé plus tard Old Sorrel, devient l'un des étalons fondateurs du Quarter Horse. Son petit-fils, Wimpy, est le premier étalon enregistré en tant que Quarter Horse par l'American Quarter Horse Association(AQHA) et porte donc le numéro « 1 » dans le registre généalogique,.
L'AQHA est fondée en 1940 à Fort Worth, Texas, sous la direction de William Anson, Dan Casement et Robert Denhardt, par un groupe d'éleveurs et de ranchers du Sud-Ouest des États-Unis désireux de préserver les origines de leurs chevaux de travail de ranch. Denhardt définit au mois de mars les caractéristiques de la race du Quarter Horse. La réunion constitutive de l'association est organisée pendant la Southwestern Exposition and Fat Stock Show à Fort Worth, la même année. L'année suivante, cette même exposition accueille le premier concours de race de l'AQHA, qui couronne Wimpy (né en 1937) comme grand champion de la race.
En 1945, le zoologiste Ángel Cabrera témoigne que le Quarter Horse est petit (1,42 m à 1,46 m), mais doté d'un très grand volume thoracique, et que son élevage est quasi-exclusivement localisé au Texas et dans les États voisins. Depuis 1946, l'association est basée à Amarillo au Texas.

### Internationalisation de l'élevage

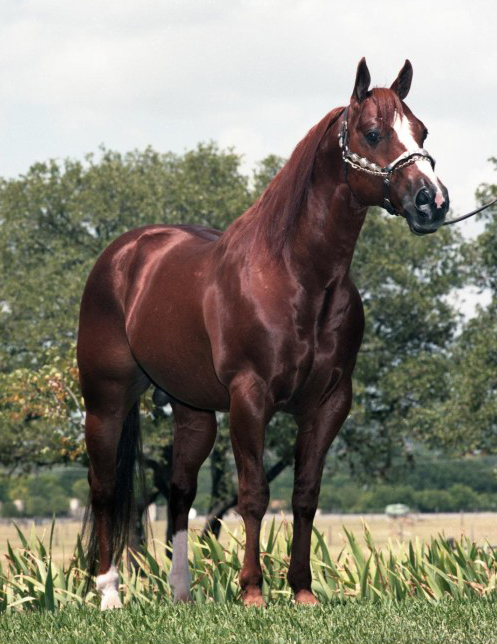
L'étalon Quarter Horse Doc Quixote, dans les années 1970.

Alors que les usages de ces chevaux dans les ranchs américains reculent, le Quarter Horse rencontre un immense succès en tant que cheval de loisir et de compétitions sportives d'équitation western. En une vingtaine d'années (en 1964), son élevage s'étend à la totalité des États-Unis et à d'autres pays.
En 1969, l'AQHA développe une collaboration dans plusieurs régions du monde (Amérique latine, Extrême-Orient, Europe) afin de favoriser les exportations de Quarter Horse, qui sont de 330 têtes en 1970. L'AQHA concentre notamment ses efforts auprès de l'industrie d'élevage du bétail en Australie, Nouvelle-Zélande et Amérique du Sud, le Quarter Horse étant sélectionné pour cette activité. En 1983, dix pays importateurs disposent de leur propre association filiale d'élevage du Quarter Horse : l'Argentine, l'Australie, le Brésil, le Royaume-Uni, l'Italie, le Mexique, la Nouvelle-Zélande, le Paraguay, l'Uruguay, et l'Allemagne de l'Ouest. La première importation du Quarter Horse au Japon a lieu au début de l'année 1984, et concerne 50 chevaux.
En 1991, l'AQHA compte 1,8 million de chevaux enregistrés, avec une présence dans une quarantaine de pays. En 2003, elle atteint les 4 millions de chevaux enregistrés. Par ailleurs, le monde du Quarter Horse accompagne le développement de l'équitation éthologique.

## Description

### Taille et poids
Le Quarter Horse est un cheval de taille moyenne, c'est-à-dire comprise entre 1,44 m (14,2 mains) et 1,72 m (17 mains), la plupart des sujets mesurant entre 1,50 m et 1,63 m-1,65 m,. En 1992, le cavalier et journaliste équestre britannique Elwyn Hartley Edwards lui attribue une taille de 1,43 m à 1,60 m. Les chevaux de moins d'1,45 m ne sont cependant pas autorisés à l'inscription au stud-book. Les objectifs de sélection établis par l'AQHA en 2021 sont d'une taille allant de 1,45 m à 1,65 m.
La croissance du Quarter Horse fait l'objet d'une étude en 1961 ; celle-ci conclut que les femelles ont une croissance plus rapide que les mâles, puis que la courbe de croissance se rejoint, pour aboutir à un léger dimorphisme sexuel sur la taille et le poids (les femelles sont un peu plus légères et plus petites à l'âge adulte).
Son poids va de 420 à 550 kg selon Ravazzi ou de 425 à 550 kg selon un autre auteur italien, Maurizio Bongianni, mais Dutson donne une fourchette allant jusqu'à 680 kg (1 500 pounds). D'après une étude menée sur une population de chevaux australiens, les propriétaires de Quarter Horse de loisir ont davantage tendance à laisser leur animal atteindre l'état d'obésité, sans en avoir conscience, que les propriétaires de chevaux d'autres races telles que l'Arabe et le Pur-sang.

### Types
La grande diffusion et la popularité du Quarter Horse ont entraîné l'émergence de types distincts, sélectionnés en vue de répondre à des usages spécifiques,,. Il existe en effet de grandes différences morphologiques en fonction des disciplines sportives de sélection.
Selon différents auteurs, trois, à six types existent. Bataille et Ravazzi distinguent le « halter » ou « sujet de morphologie », le « course », et le « standard », ; l'auteur italien Gianni Ravazzi y ajoute le type « dressage », tandis que l'autrice américaine Judith Dutson cite un type « loisirs ». L'équipe scientifique de Petersen et al. distingue le type halter, le western pleasure, le reining, le cheval de travail du bétail, le cheval de cutting, et le cheval de course. Celle de Roth et al. signale que les chevaux de hunter et ceux de western pleasure sont généralement classés ensembles.
Ces types sont considérés comme des variations minimes parmi une même race. Tous les types ne sont pas forcément présents dans chaque pays pratiquant l'élevage ; le type halter est ainsi notablement absent en France, où l'on trouve essentiellement des chevaux d'équitation western.

Types du Quarter Horse
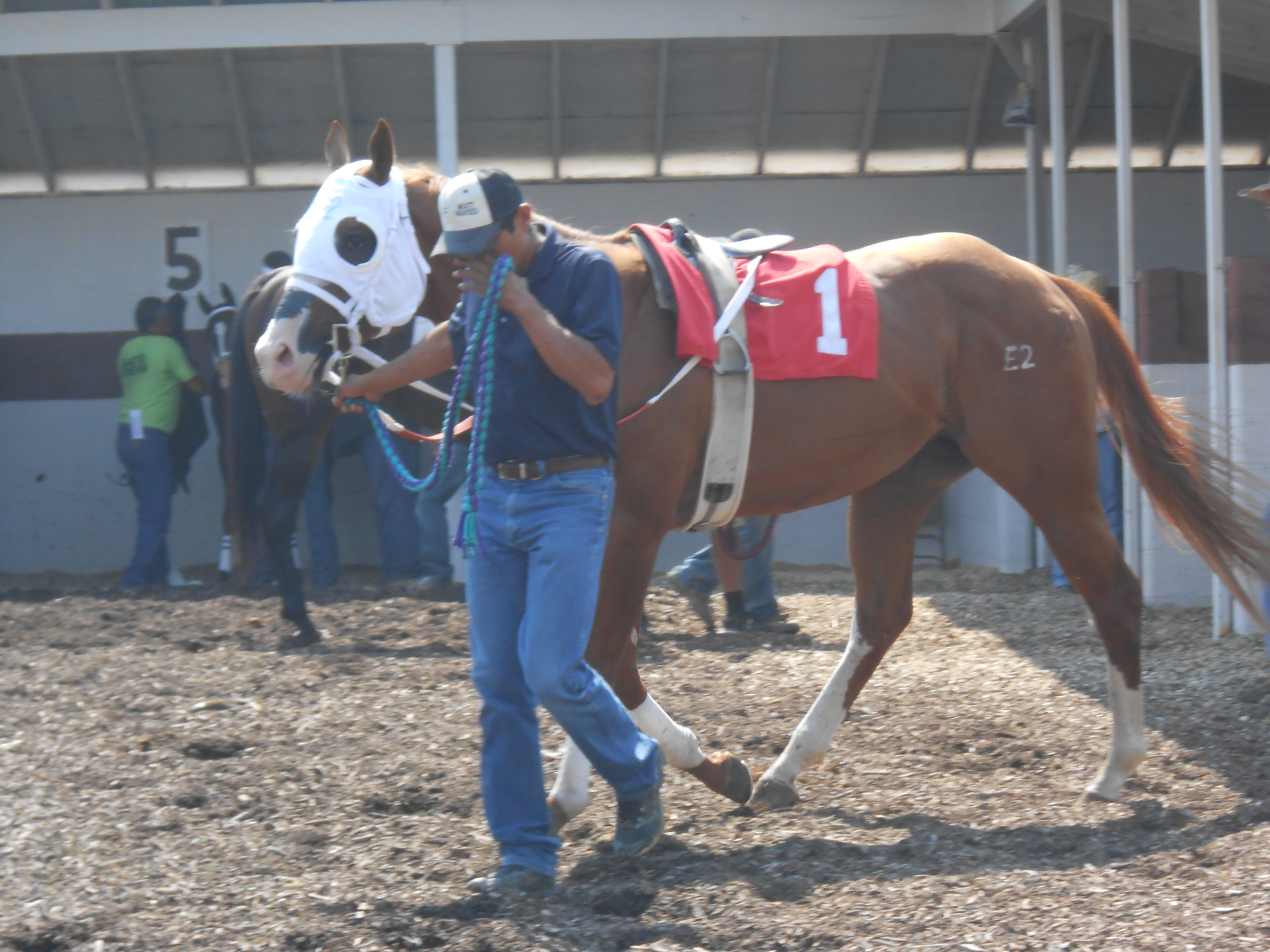
Quarter Horse de course.
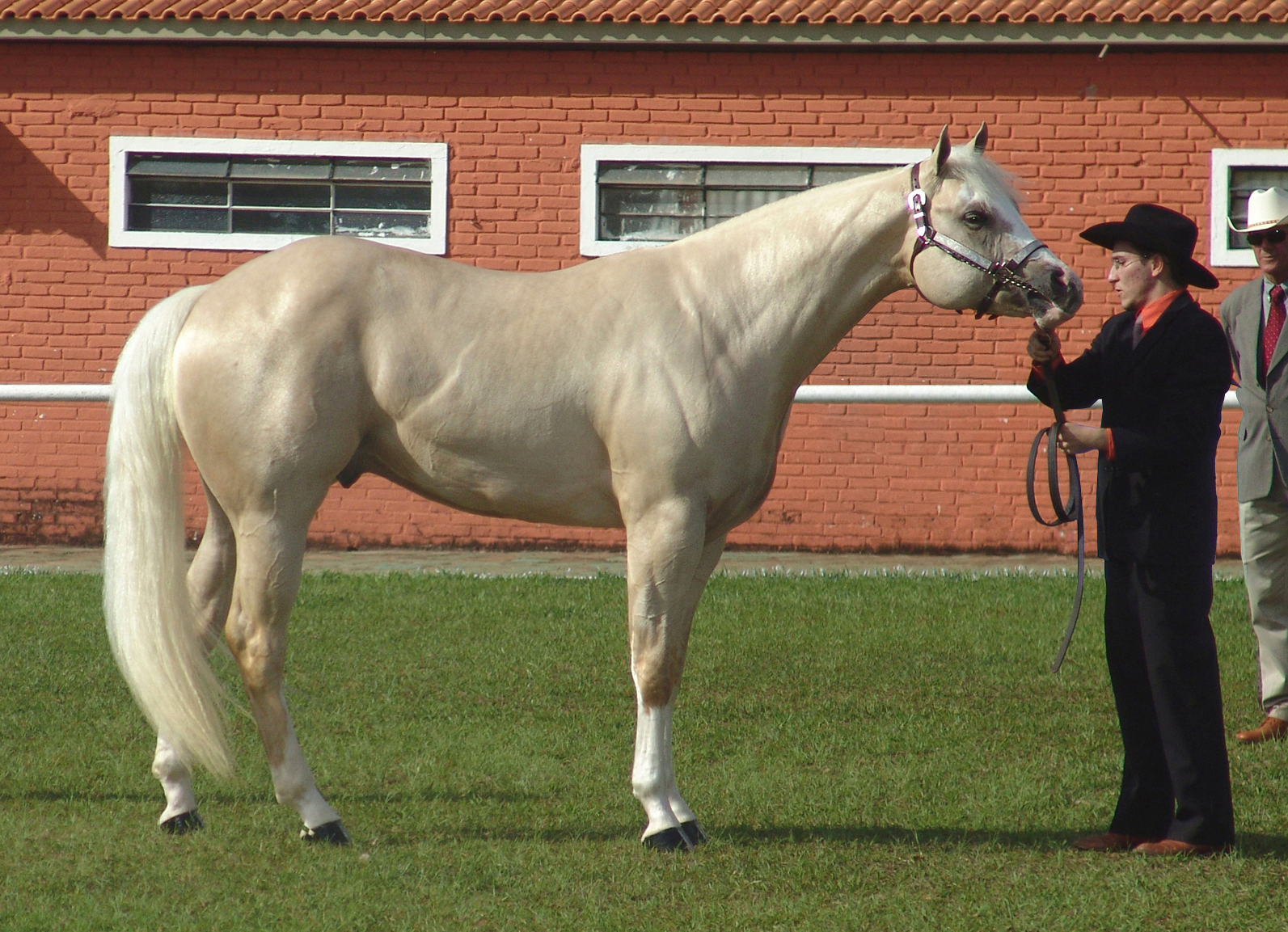
Quarter Horse de halter, vu de profil.
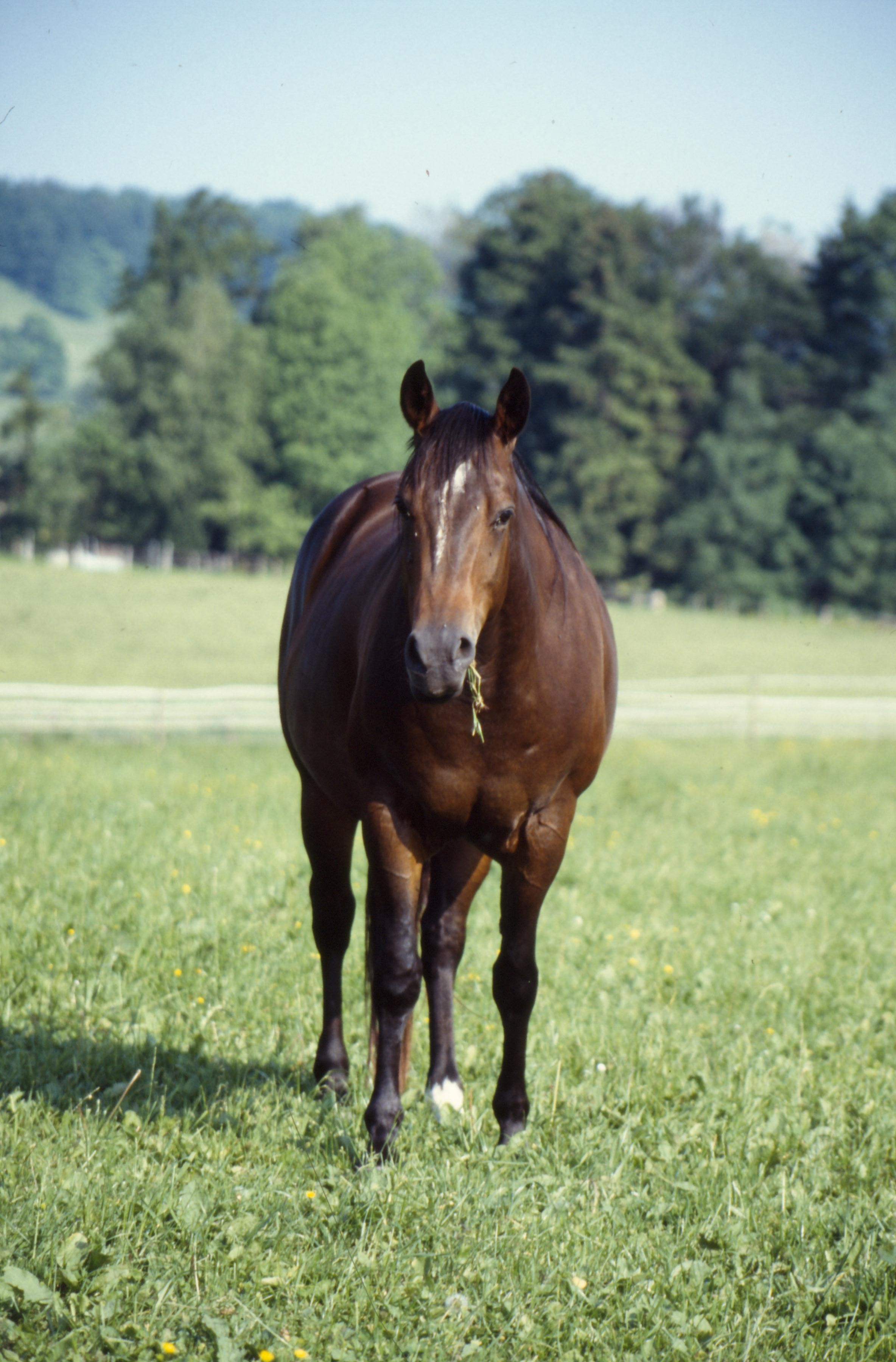
Quarter Horse de halter, vu de face.
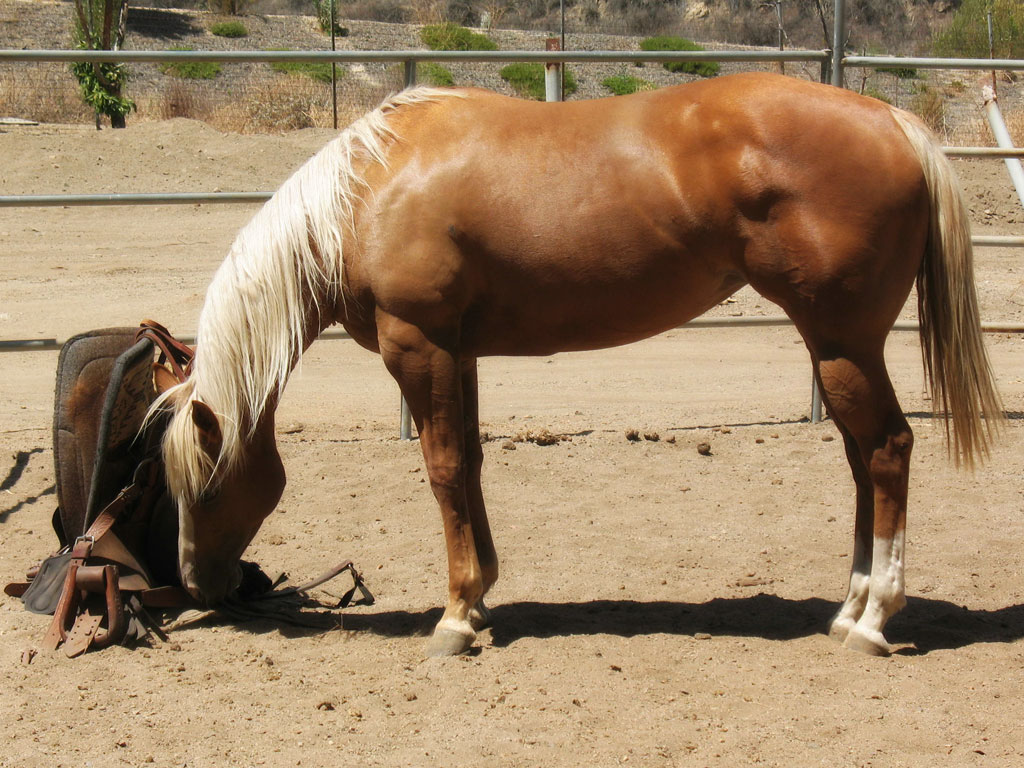
Quarter Horse standard.

Les chevaux destinés au travail du bétail (dits standards) ont tendance à être plus rustiques, ceux destinés aux courses sont plus légers et proches du Pur-sang,, et ceux destinés au halter sont plus lourds. Le type dressage est moins rustique. La morphologie d'un cheval destiné aux compétitions de cutting diffère de celle d'un cheval de loisir, qui elle-même diffère de celle d'un cheval de halter.

### Morphologie

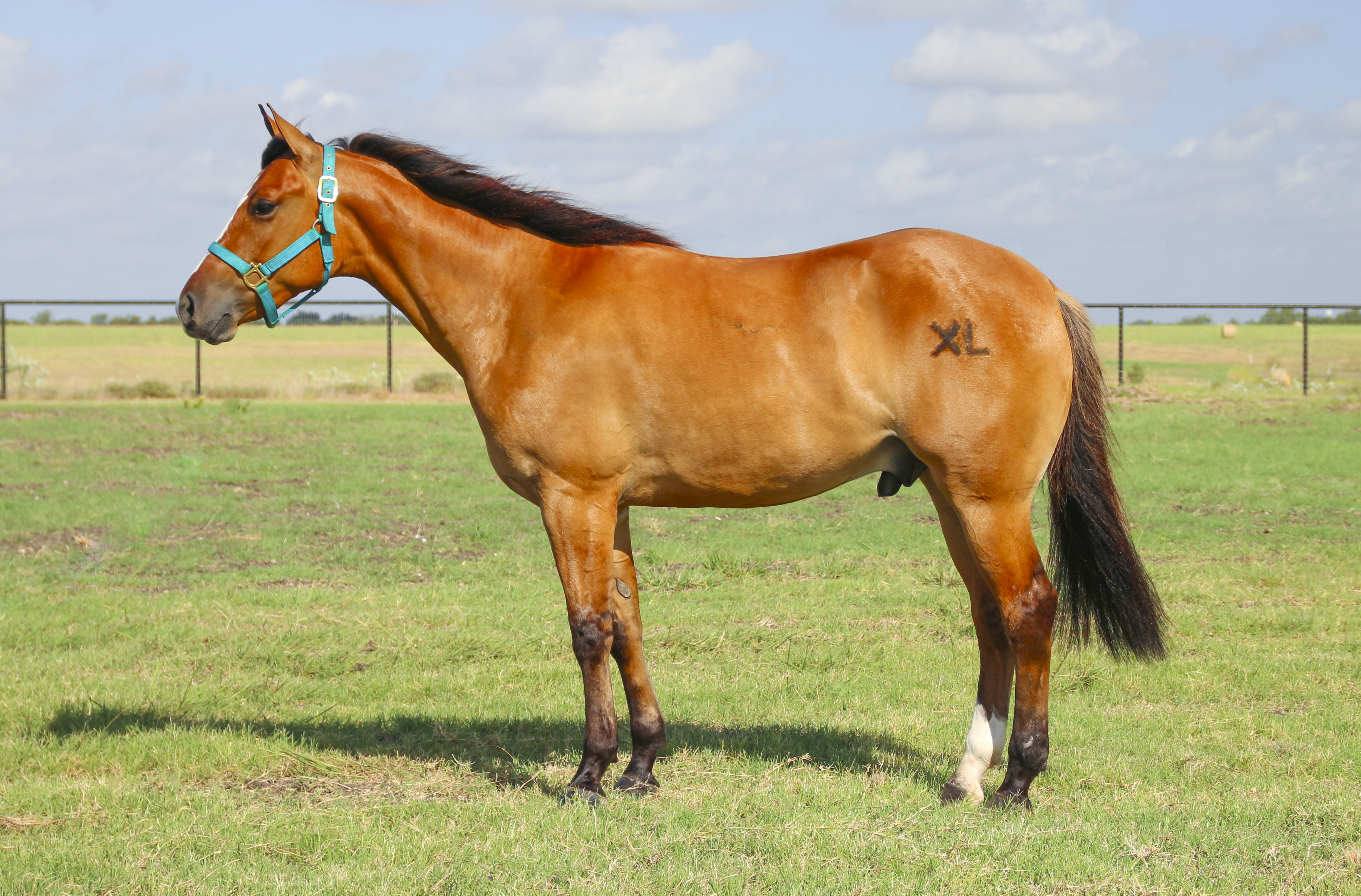
Quarter Horse au modèle, vu de profil.

Le Quarter Horse présente un type longiligne puissant et solide,, athlétique, dégageant une impression générale compacte et très musclée. Morphologiquement, il constitue un type équin bien particulier. Par sa musculature et sa vitesse, il peut être comparé à un coureur humain de 100 mètres. Il est aussi l'archétype du cheval de ranch et du cheval de travail. La conformation d'un cheval revêt une importance primordiale au moment d'un éventuel achat. Le jugement morphologique d'un Quarter Horse repose souvent sur un équilibre général, déterminé par la longueur de son épaule. Une épaule trop inclinée s'accompagne ainsi de paturons également trop inclinés, amenant ces derniers à toucher le sol pendant les déplacements du cheval.

#### Tête
Il a une tête courte,, fine et large, et relativement petite, conique, dotée de ganaches assez prononcées,,. Pour l'harmonie d'ensemble, la distance entre la nuque et les yeux devrait être la moitié de celle qui sépare les yeux des naseaux, et la largeur entre les deux orbites devrait être égale à la distance entre la nuque et les yeux.
Sa finesse rappelle l'héritage du Pur-sang. Son front est plat et grand, la joue est sèche et les mâchoires sont bien écartées. La joue ne doit pas être trop épaisse.

Tête du Quarter Horse
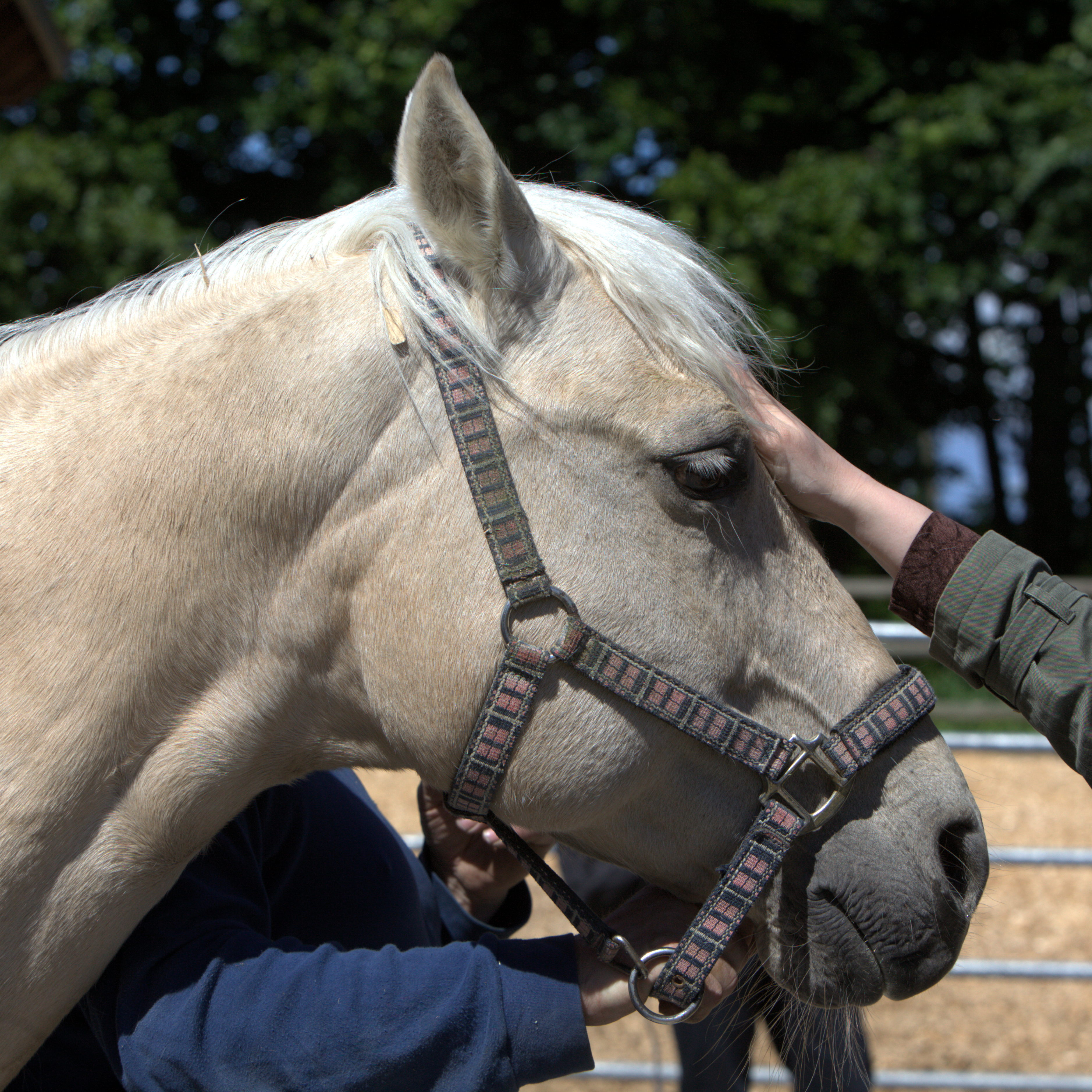
Femelle palomino, vue de profil.
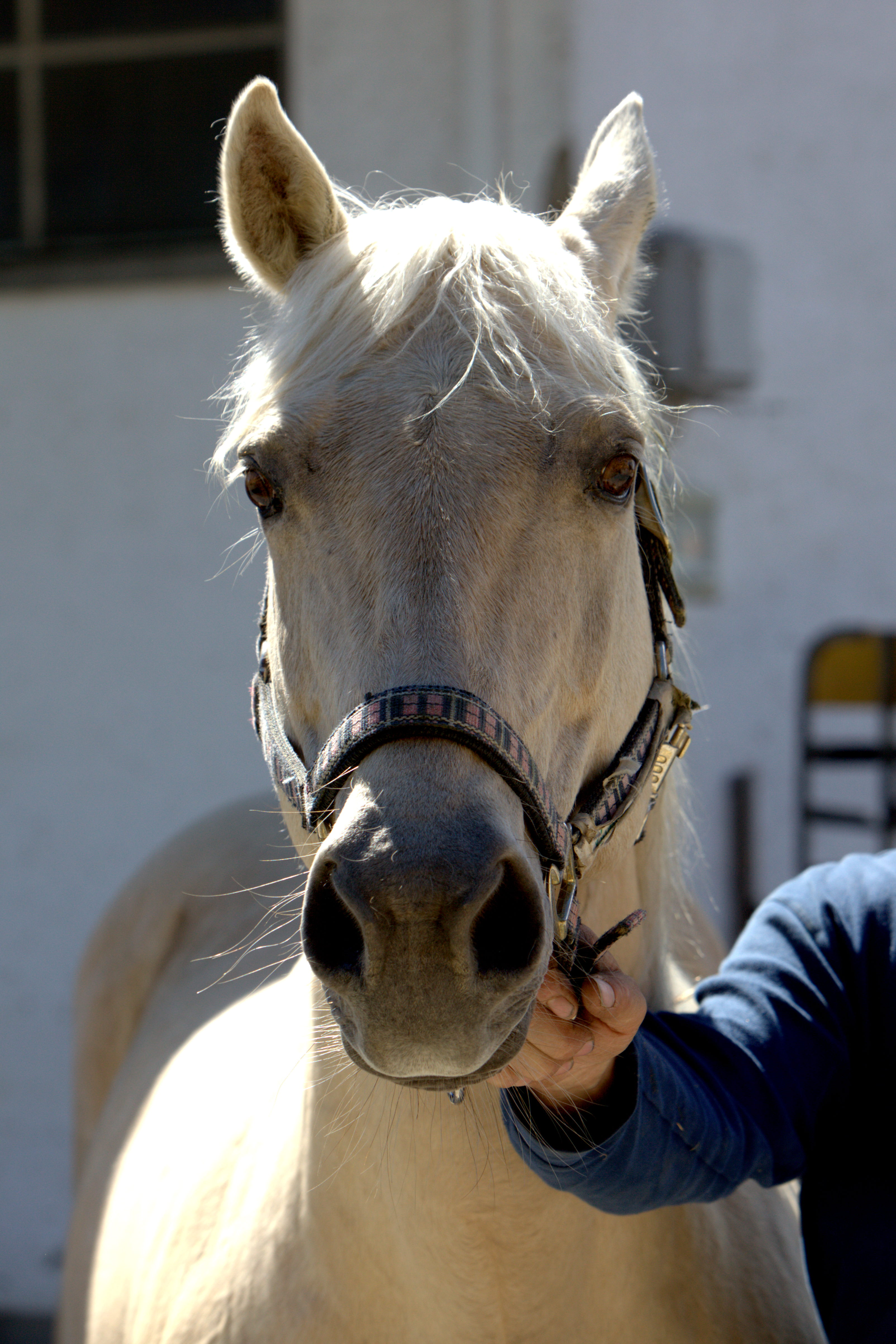
Femelle palomino, vue de face.
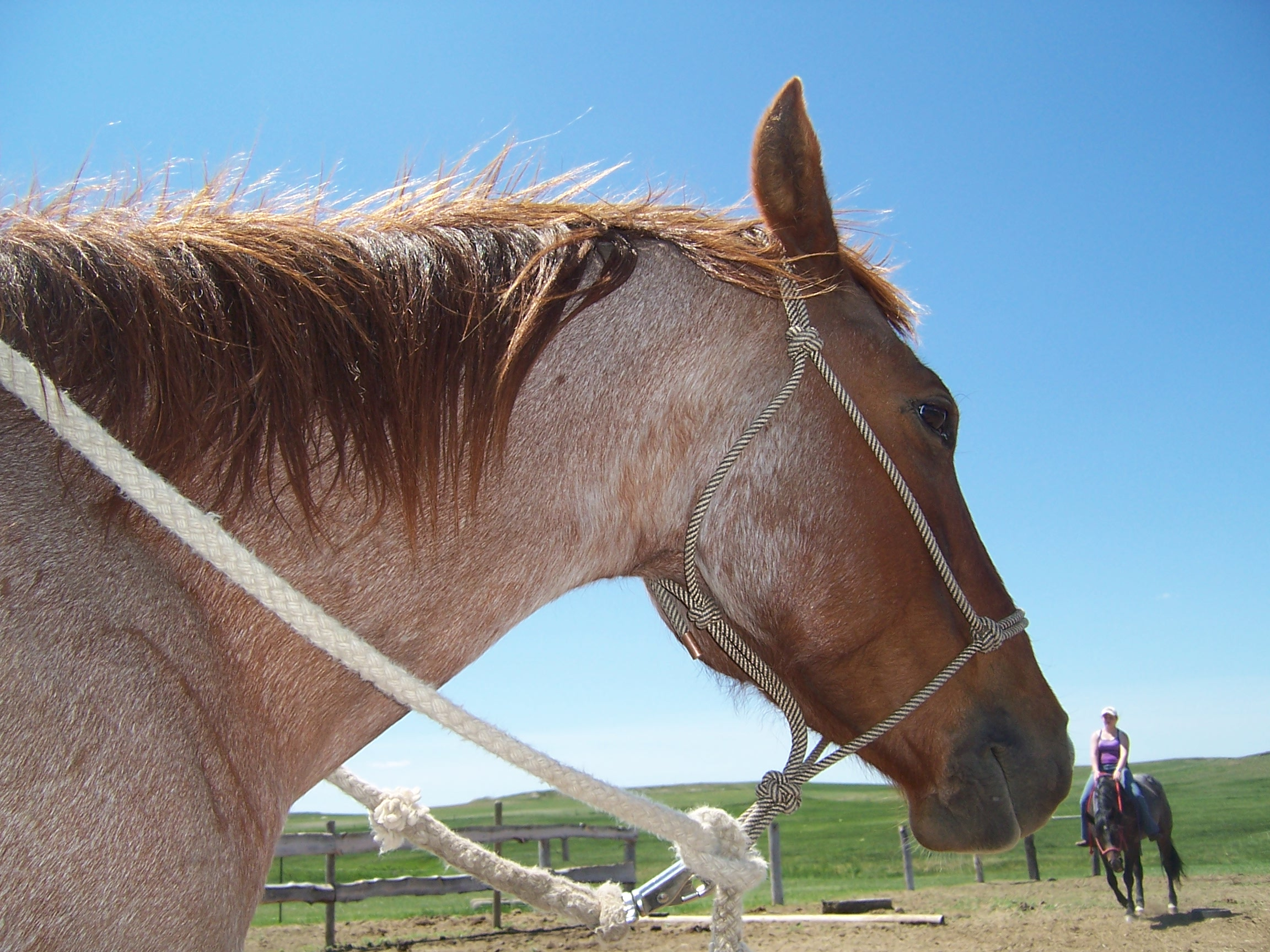
Femelle aubère, vue de profil.
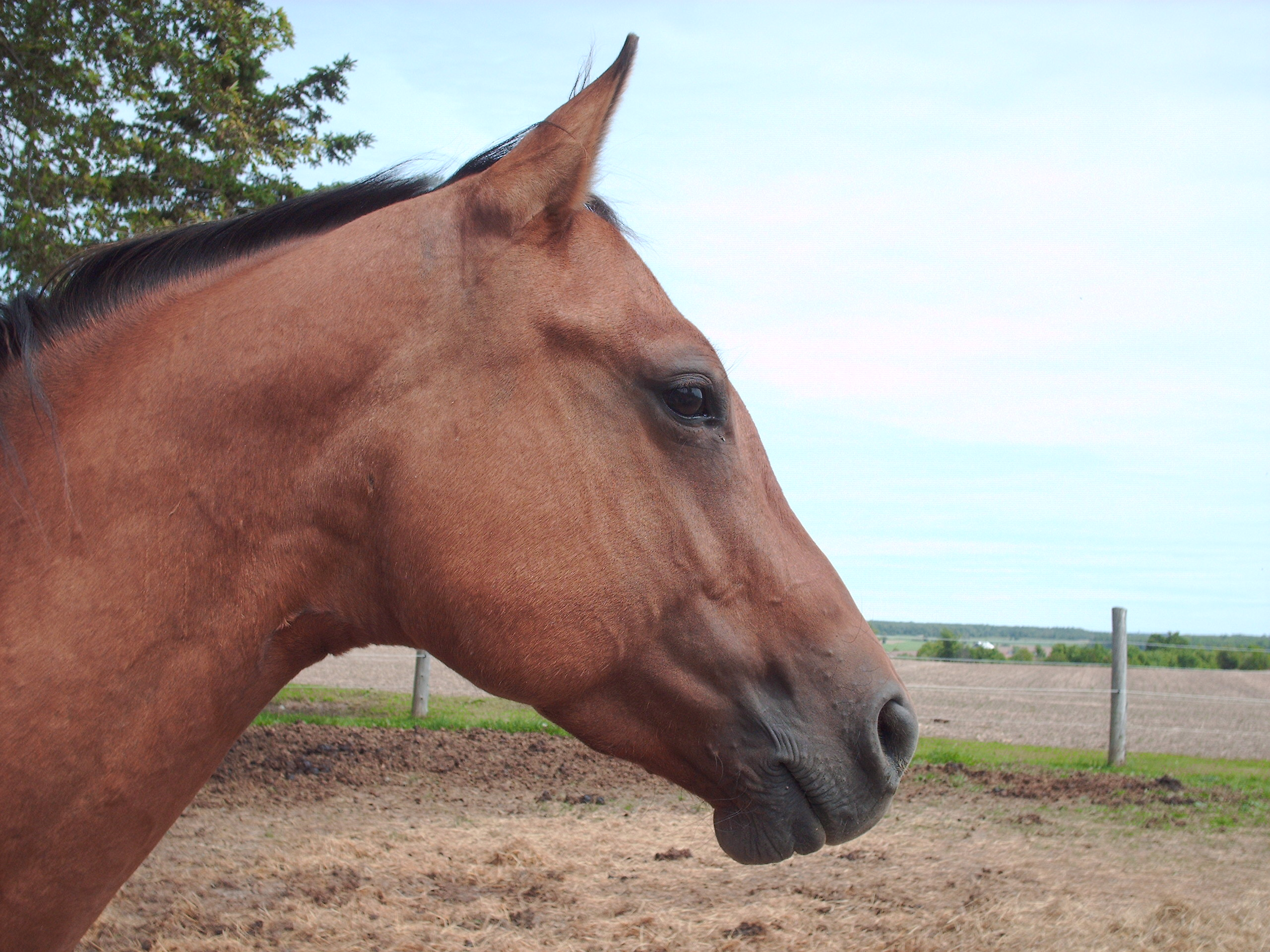
Mâle bai, vu de profil.
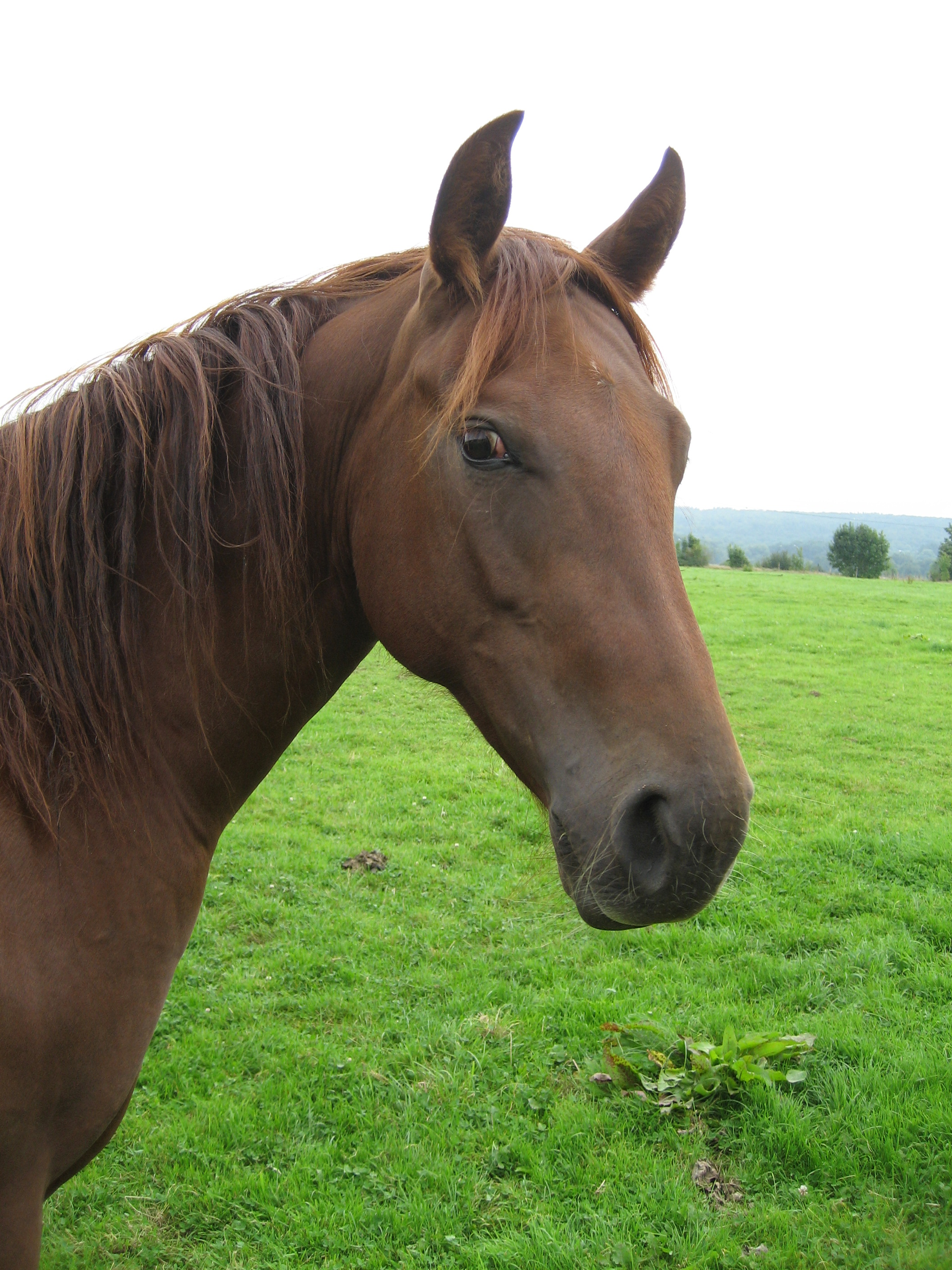
Alezan, vu de trois quarts.
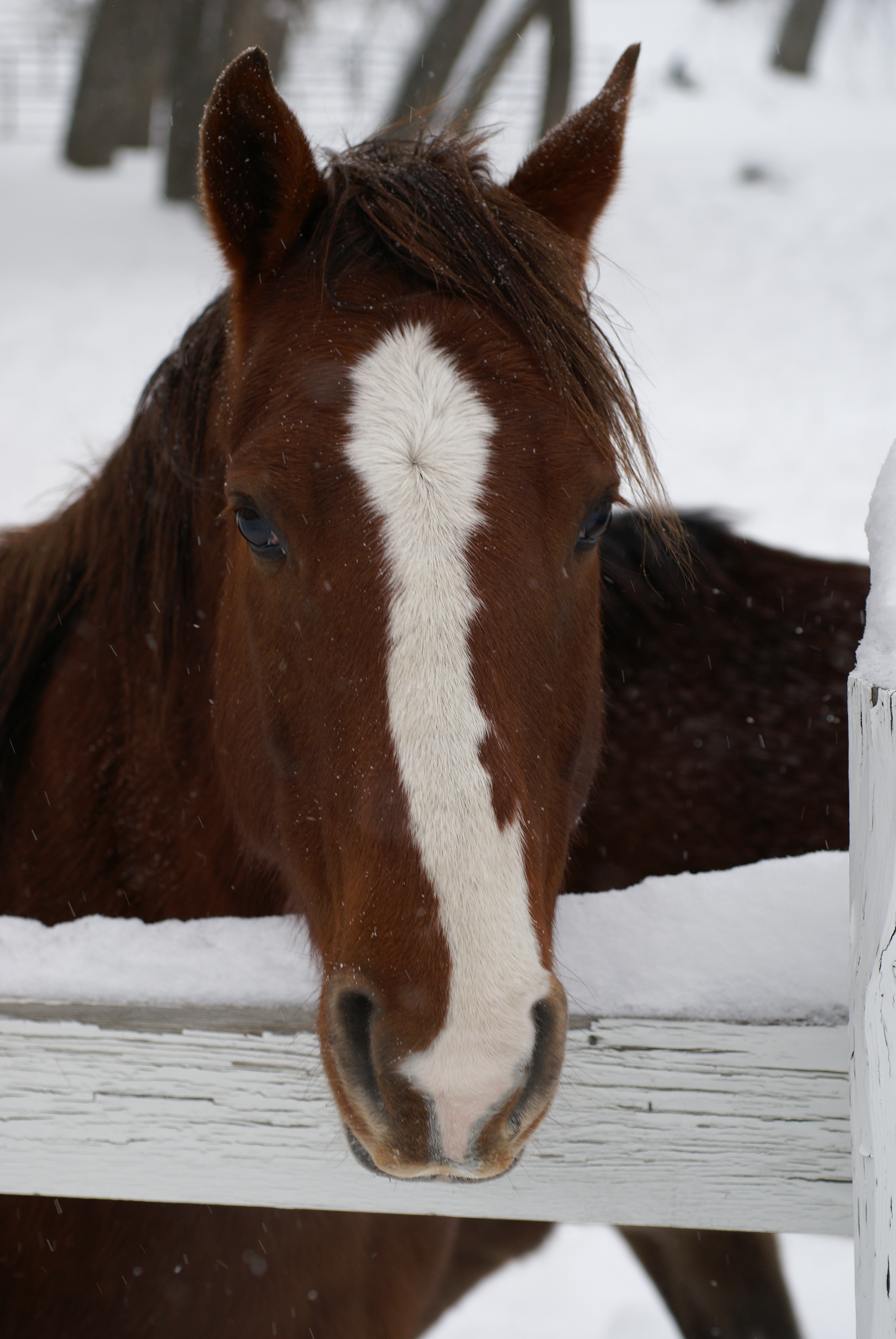
Alezan, vu de face.

Les yeux sont vifs, assez grands, et bien écartés l'un de l'autre,. Les petits yeux, dits « yeux de cochon », sont dépréciés.
Les oreilles sont de petite taille, ou de taille moyenne, droites et écartées l'une de l'autre, bien alertes et mobiles. Le chanfrein est rectiligne,, ou bien légèrement concave,. Le museau est petit, doté de naseaux très ouverts,.
Son port de tête est décrit comme « fier ».

#### Avant-main et dos

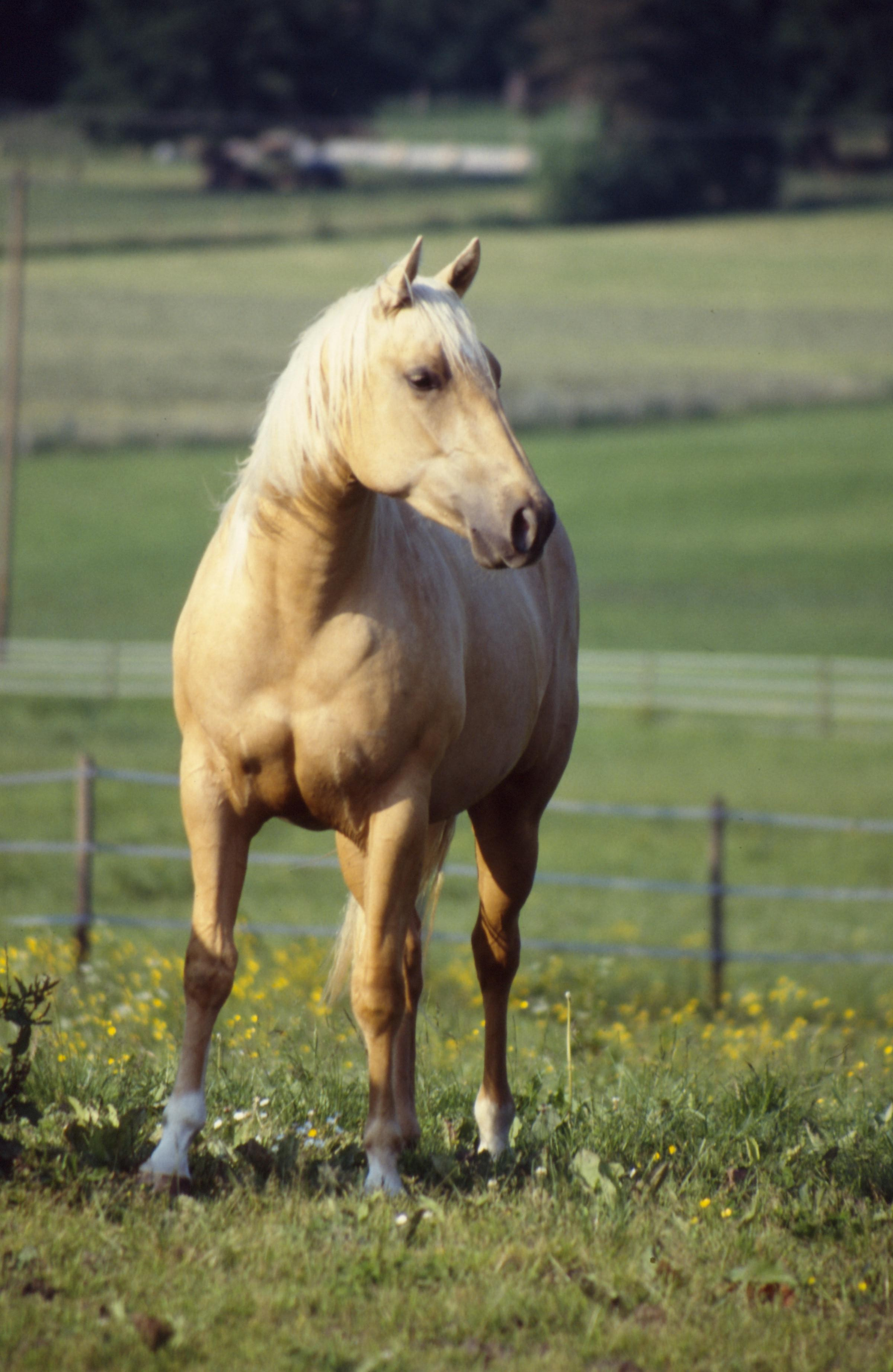
Quarter Horse de robe palomino avec balzanes, vu de face, montrant bien son poitrail large et éclaté.

La tête est reliée à l'encolure par un angle de 45° au repos,. La gorge doit être fine et nette, de préférence avec une épaisseur égale à la moitié de la longueur de la tête.
L'encolure est plus ou moins forte, arquée et musclée, ; cependant, d'après l'autrice tchèque Helena Kholová, l'encolure ne doit ni être arquée, ni présenter de bourrelet longitudinal. Elle est recherchée longue et souple, généralement de longueur moyenne. Une encolure trop courte nuit à la souplesse nécessaire à l'entraînement sportif. Elle est attachée haut,,, ce qui lui donne une sortie quasiment horizontale. Le travail du Quarter Horse est effectué avec l'encolure tendue et la tête ramenée. La crinière est fine, et rarement fournie,.
Le garrot est peu prononcé, mais large et bien dessiné,, en prolongement au-delà du sommet de l'épaule. Marc Soulier privilégie un garrot légèrement plus haut que la croupe.
L'épaule est large et longue, musclée et inclinée,. La poitrine est bien éclatée,, profonde et dotée d'une musculature saillante caractéristique, ce qui témoigne de ses capacités physiques. Le dos est court et droit,. La ligne du dessous est plus longue que la ligne du dessus.

#### Arrière-main

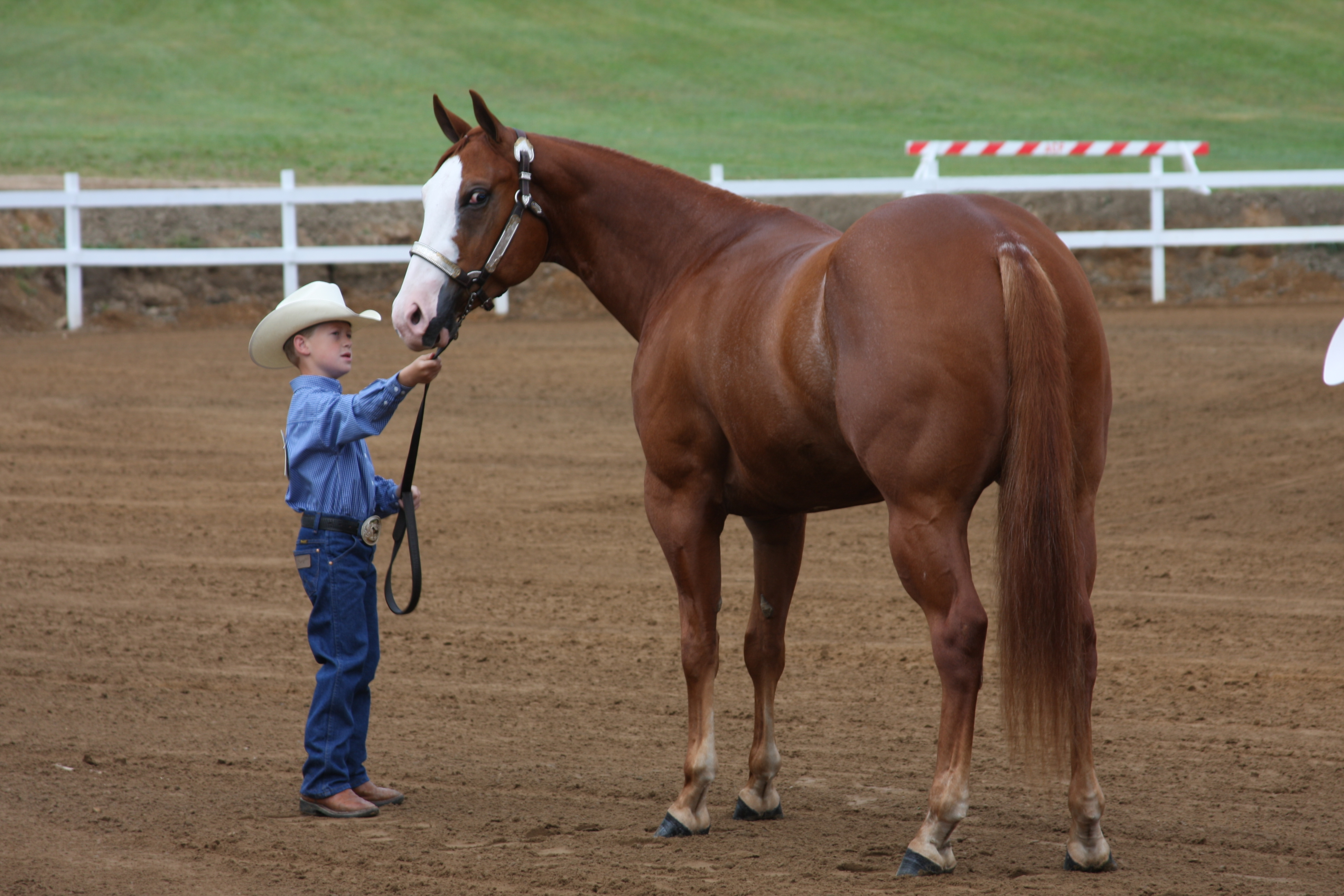
Vue de trois quarts arrière d'un Quarter Horse alezan.

L'arrière-main est très forte et puissante, prédominant sur l'avant-main avec une croupe massive et fortement musclée, très caractéristique de la race,,, dont la forme s'inscrit dans un carré. Elle est allongée et arrondie, avec une descente douce jusqu'aux hanches,. Elle ne doit ni être trop inclinée, ni être plate. Elle procure un important confort à ses cavaliers, même à cru. Cette forme de croupe est déjà visible chez les poulains.
Les reins sont larges et puissants. La queue est attachée assez bas, et profondément. Les crins de queue sont le plus souvent clairsemés, soyeux et longs mais peu épais. Il est commun de photographier ce cheval de trois quarts dos afin de mettre son arrière-main en valeur.

#### Membres
Les jambes sont courtes, et paraissent souvent fines en comparaison avec la masse du corps,,. Elles sont légères mais très dures, sèches et solides,, avec des articulations larges, et des cuisses (grassets) très musclées,,,. Ces grassets dépassent de la hanche lorsque le cheval est vu par l'arrière, et représentent souvent la partie la plus large d'un Quarter Horse,. Les avant-bras sont également très musclés.
Les tendons sont secs et détachés. Les genoux sont larges et plats. Les jarrets sont bien descendus, et les canons sont courts,. Les paturons sont moyennement longs selon Edwards et Bongianni, très courts selon Ravazzi, et parfois droit-jointés,, mais cette conformation nuit à son action, aussi un angle de 45° est préféré. Il n'y a pas de fanons sur les paturons. Le Quarter Horse possède des pieds de bonne qualité, même s'ils sont souvent considérés comme petits (voire trop petits) par rapport à sa taille et sa musculature,.
Il existe de fréquents changements radiographiques dans les radiographies de contrôle des membres du Quarter Horse avant une vente, en particulier au niveau des grassets et des tarses, chez les jeunes chevaux.

### Robes
Toutes les couleurs de robes unies (sans taches) sont acceptées par le standard de race,. L'AQHA ne reconnaît cependant officiellement que dix-sept robes différentes chez le QH, : le bai (bay), le noir (black), le bai-brun (brown), l'alezan qu'il soit clair ou cuivré (sorrel) ou rouge-brun (chestnut), le bai dun (dun, que Marc Soulier traduit par « louvet »), l'alezan dun ou baillet (red dun), le souris (grulla ou grullo), l'isabelle (buckskin), le palomino, le gris (grey), le bai rouan ou rouan vineux (bay roan), l'aubère (red roan), le noir rouan ou pinchard (black roan), le crème (cremello) et le perlino,. Ces deux dernières robes, résultantes de doubles dilutions par le gène Crème, ont été autorisées en mars 2003.
L'alezan clair ou cuivré (sorrel) est la robe la plus répandue, représentant environ un tiers de tous les chevaux enregistrés,,. Le bai est aussi très fréquent, représentant environ 19,5 % de la race. Les variantes de bai et d'alezan représentent plus de la moitié des Quarter Horse. La robe grise est rare, soit 6,7 % des sujets. L'isabelle (buckskin) est une robe typique de cette race, qui concerne 3,6 % des sujets analysés en 2000. La robe souris ne concerne que 0,7 % des sujets.
L'AQHA a toujours eu, depuis sa création en 1940, une position très ferme en ce qui concerne les marques blanches des chevaux. Les marques en tête et les balzanes sont très courantes, et autorisées si les deux parents sont enregistrés. Les marques blanches remontant au-dessus du genou et du jarret, et les marques blanches ailleurs sur le corps (robes pie), ne sont historiquement pas autorisées, et considérées comme une caractéristique indésirable. Des assouplissements réglementaires autorisent cependant depuis 2004 l'inscription des chevaux concernés dans un registre spécifique. Les Quarter Horse pie sont généralement élevés séparément, sous le nom de Paint Horse. Les Quarter Horse de robe palomino peuvent également être enregistrés auprès de la Palomino Horse Breeders of America. Cette robe est très populaire en Europe, augmentant le prix d'achat du cheval. Le cheval peut aussi présenter de petites marques de couleur blanche ou colorée, sans peau rose sous les poils.

Robes du Quarter Horse
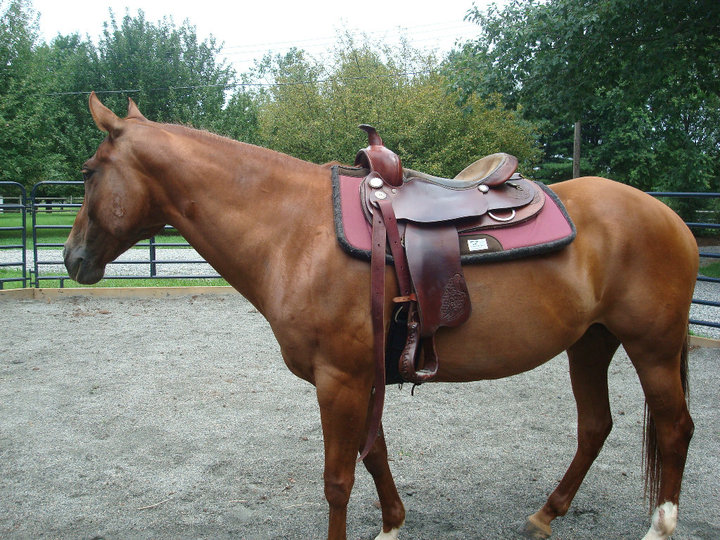
Alezan.
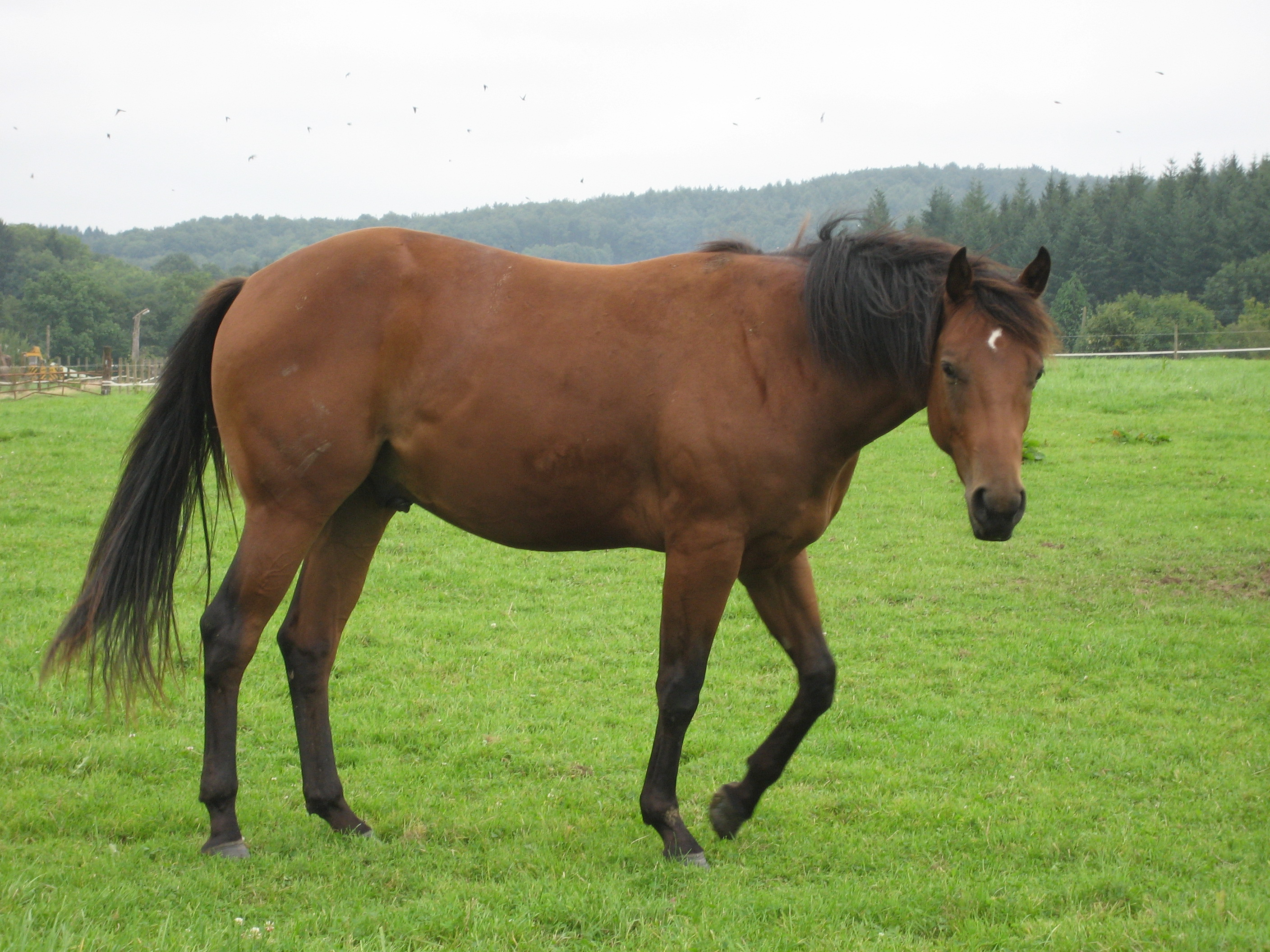
Bai.
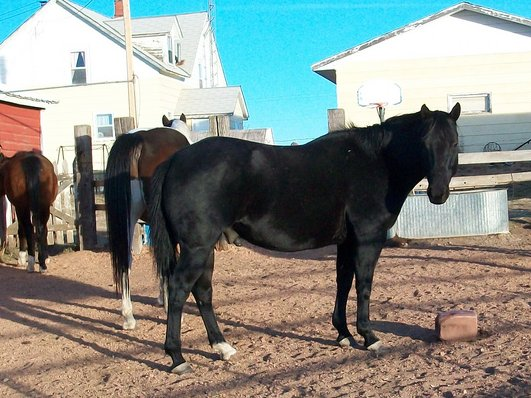
Noir.
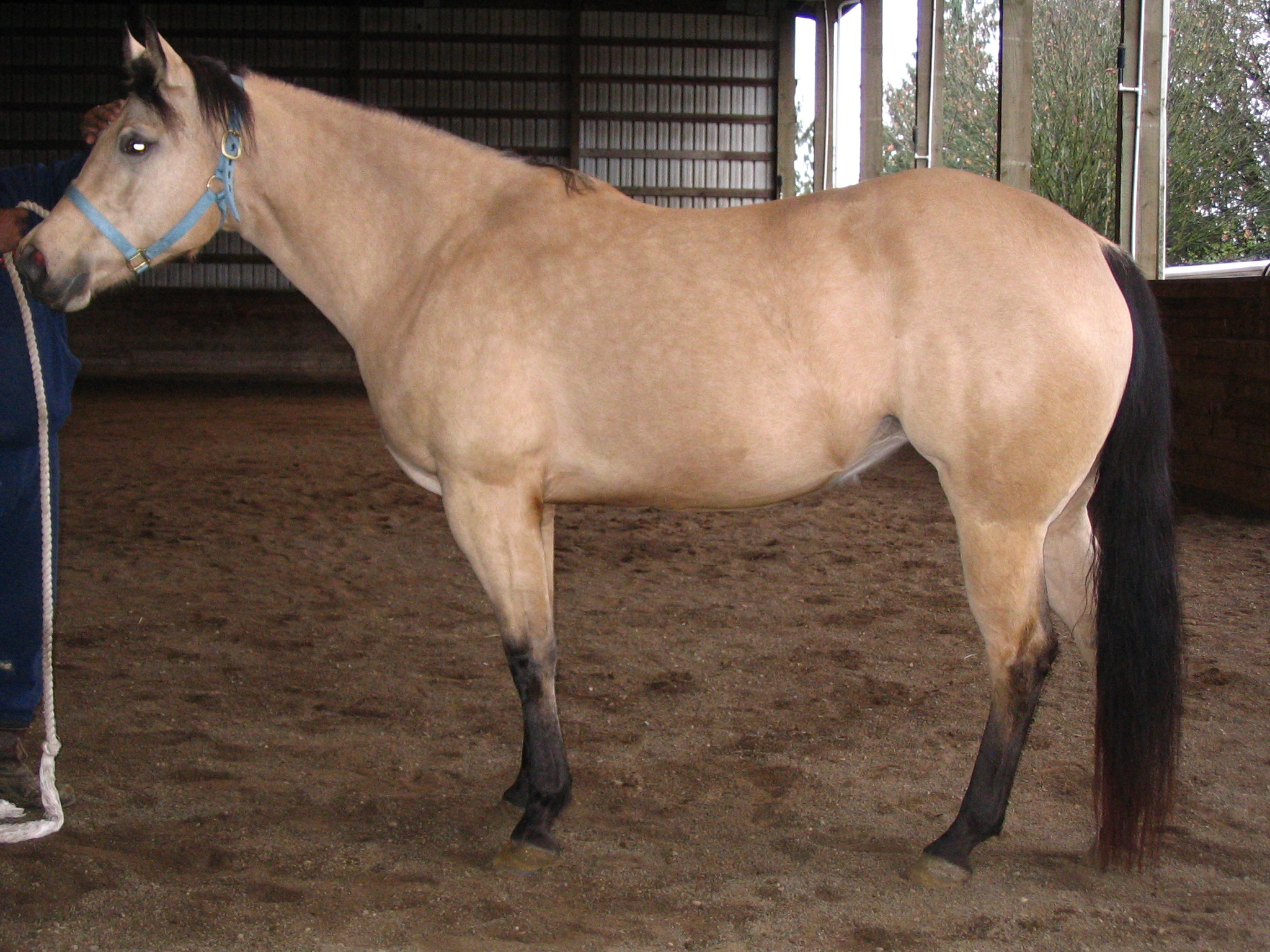
Jument isabelle sans balzanes, jambes noires.
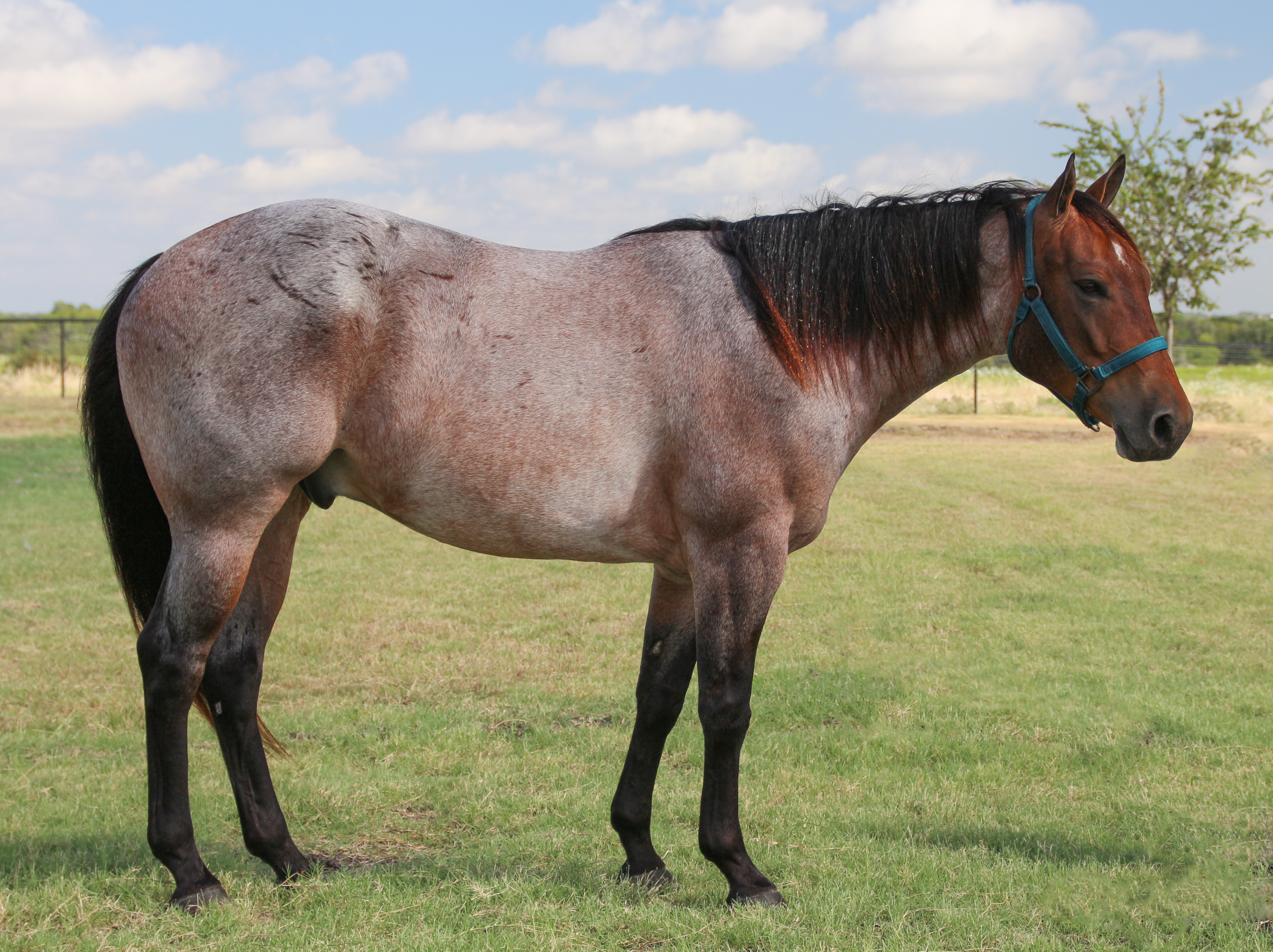
Bai rouan sans balzanes, jambes noires.

Il est possible de prévoir la couleur d'un Quarter Horse en fonction des gènes de robe des parents. L'analyse génétique des robes de 5 512 Quarter Horses montre une variante d'allèle récessif très rare codant l'alezan, ea, identifiée chez un sujet hétérozygote. Le Quarter Horse peut présenter les mutations Dun, Crème, Gris, Champagne, Silver et Perle.
Parmi les mutations responsables des différentes variantes de robes pie blanc dominant (Dominant White), le Quarter peut porter à très rare fréquence les allèles W10, W20 et W22. La race peut également exprimer le variant SB1 (Sabino 1 également à très rare fréquence, de même que PATN1, variante de la robe léopard, ainsi que SW1, SW2, et SW3 (robe pie balzan).

### Lait et lactation

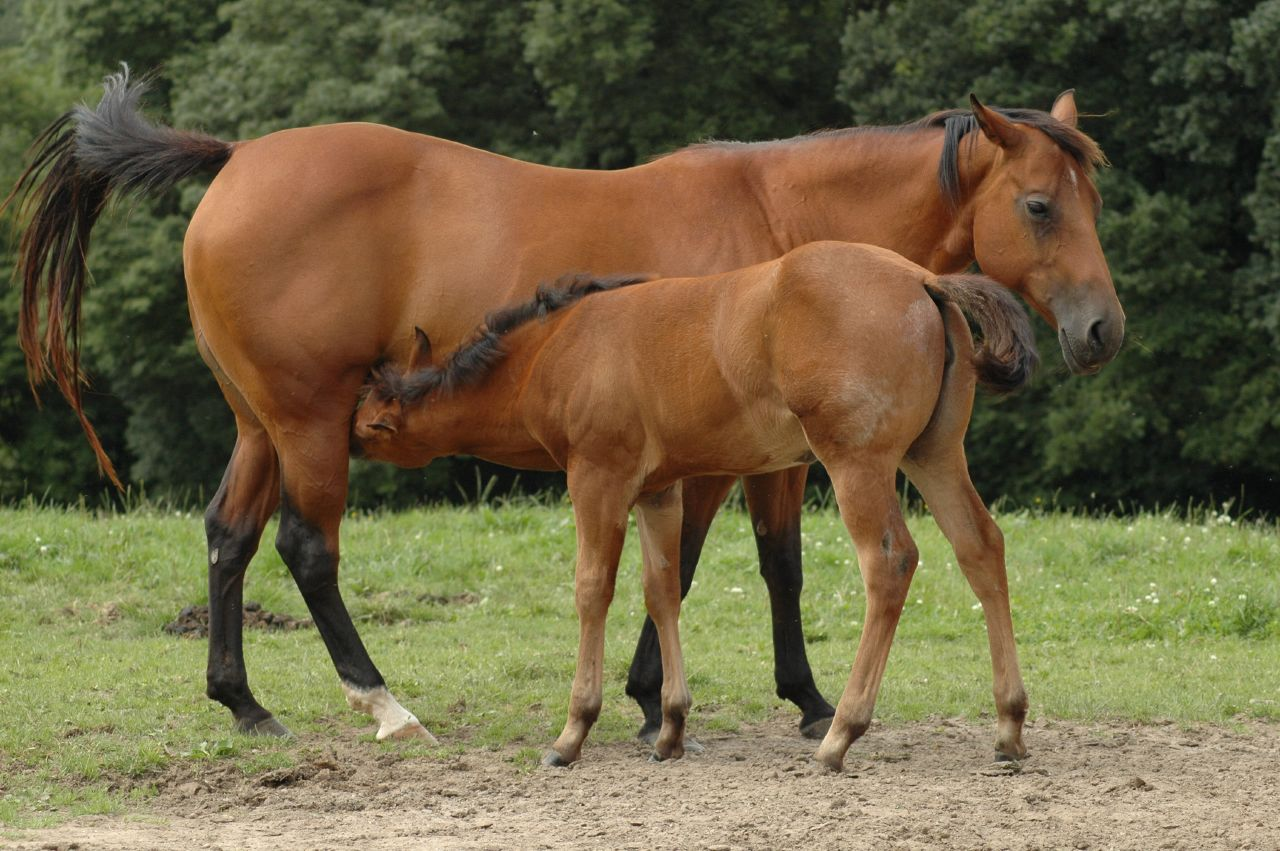
Poulain Quarter Horse tétant sa mère, en Belgique.

D'après l'analyse de 14 juments Quarter Horse en 1982, la production laitière journalière moyenne est de 11,8 en début de lactation, pour 9,8 kg/jour en fin de lactation. Les juments nourries avec de la farine de soja produisant en moyenne 1,2 kg de lait de plus par jour que celles nourries avec de l'urée pour supplément d'azote.
L'analyse du colostrum de 34 juments Quarter Horse montre une teneur élevée en protéines et une teneur réduite en lactose, ce qui le différencie du lait des juments d'autres races. La composition du lait n'est pas influencée par l'âge des juments, mais les variations du stade de lactation et l'ordre de naissance des juments Quarter Horse modifient la composition chimique du lait.

### Tempérament et entretien
C'est un cheval réputé vif et énergique, doté d'une très grande stabilité de caractère,. Il est décrit comme intelligent, sociable, loyal et fiable, et il s'adapte facilement à tout type de situation,,. Un test du labyrinthe réalisé en 1977 avec 37 Quarter Horse conclut que les chevaux les plus grands et les plus minces ont tendance à choisir naturellement de tourner à gauche, et que le QH montre une capacité d'apprentissage basée sur la diminution de la latence et des erreurs au fur et à mesure que les essais progressent dans un schéma de fuite du côté droit.
Ce cheval résiste aux efforts prolongés et montre de la générosité au travail,. Il est sélectionné depuis plus de 300 ans sur la qualité de son mental et sur sa gentillesse à l'égard de l'humain,,. Cela conduit à le comparer parfois à l'équivalent chevalin de la race des chiens golden retriever. Il existe cependant d'importantes variations de personnalité d'un cheval à un autre.
Il est plutôt rustique et facile à entretenir.
Le taux de fertilité des poulinières Quarter Horse est étudié en 1975 ; il est de 51 % au premier poulinage, un taux plus élevé que chez les poulinières Pur-sang, pour 85 % en moyenne sur cinq années de gestation.

### Aplombs et allures

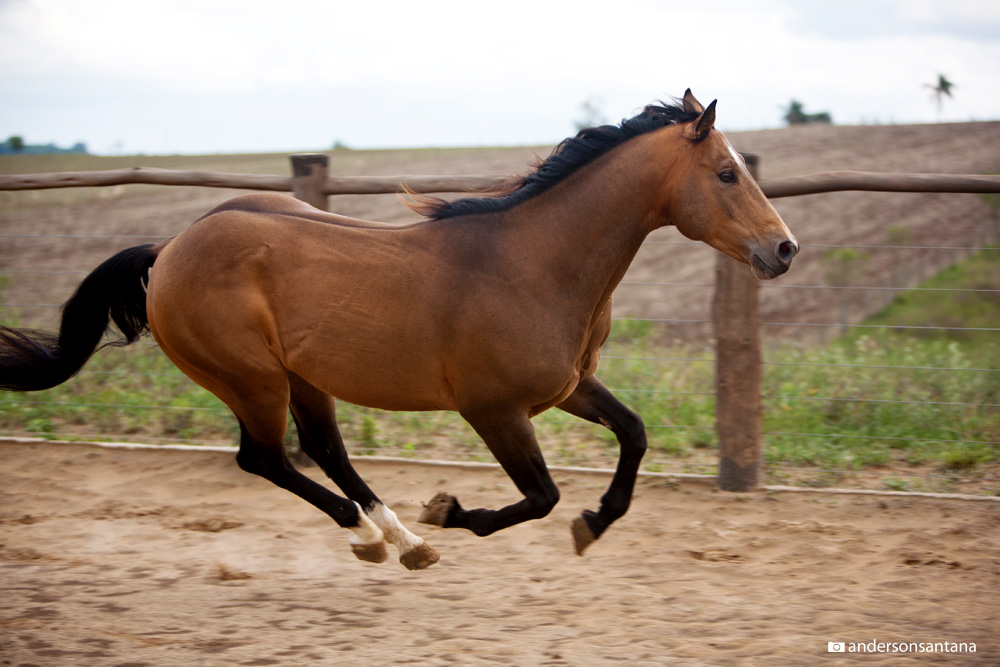
Quarter Horse bai dun au galop.

Ce cheval peut parfois présenter des défauts d'aplombs (panard ou genoux de bœuf),. Les allures du Quarter Horse sont rasantes, procurant une économie d'énergie à toutes les allures. Le pas est préféré alerte, et le trot carré et bien coordonné. Il est capable de développer un galop extrêmement rapide sur une courte distance. Une analyse comparée de la vitesse de course du Quarter Horse, du Pur-sang (PS) et de l'Arabe montre que le QH est la race la plus rapide sur courte distance, toujours plus rapide que le PS sur les premiers 300 mètres ; le Pur-sang est meilleur sur des distances plus longues. Il existe des différences raciales dans la mesure de la plaque de force : un cheval de sport en bonne santé au trot charge ses membres antérieurs avec 118 % du poids corporel et les postérieurs avec 96 % du poids corporel, alors que le Quarter Horse n'utilise que 101 % du poids corporel pour les membres antérieurs et 92 % pour les membres postérieurs.
La race a fait l'objet d'une étude visant à déterminer la présence de la mutation du gène DMRT3 à l'origine des allures supplémentaire (amble) : cette étude a permis de détecter la présence de cette mutation chez 15,43 % des 104 QH analysés ; la race n'est cependant pas connue pour comporter des sujets disposant d'allures supplémentaires.

### Génétique
La diversité génétique de la race est bonne, avec un coefficient de consanguinité à 0,04, soit plus élevé que chez le cheval mongol (0,02), mais beaucoup plus bas que chez le Pur-sang (0,15),. Cependant, bien que la diversité globale soit excellente, le Quarter Horse est désormais élevé par sous-groupes spécialisés dans une discipline équestre particulière, avec peu d'échanges de gènes entre ces sous-groupes,. D'après les conclusions de Jessica L. Petersen et de son équipe, il est possible de retrouver génétiquement trois sous-groupes de Quarter Horse : les chevaux de travail du bétail, les chevaux de halter et de loisirs, et les chevaux de course. Ces sous-groupes génétiques, désormais bien identifiés, se retrouvent aussi en matière de phénotype. Ainsi, aux niveaux de compétitions d'élite, les Quarter Horse sont élevés en sous-groupe génétiquement isolés les uns des autres. Il existe aussi une perte en diversité génétique chez les Quarter Horse de course : sur un nombre d'ancêtres total de 1 587 parmi la population brésilienne, seuls 32 et 9 ancêtres expliquent la moitié de la diversité génétique de la totalité des Quarter Horse de course, et de ceux nés dans les années 2000, respectivement ; les dix ancêtres les plus influents des chevaux nés dans les années 2000 contribuent à eux seuls à 52,2 % de la diversité génétique totale.
Le génome entier d'une jument QH est séquencé pour la première fois en 2012.
Les 15 étalons les plus influents descendent tous de l'étalon Three Bars, un Pur-sang alezan né en 1940, qui est présent dans la généalogie de chacun des Quarter Horse actuels. Une autre influence Pur-sang sur le Quarter Horse provient de Sir Archy, un étalon né en 1805 et monté pendant l'expédition du Mexique, dont descendent la plupart des chevaux célèbres au XIXe siècle, comme Cold Deck, Shilo(h) et Billy ; on retrouve cet ancêtre chez les célèbres chevaux du XXe siècle Joe Bailey et Peter McCue,.

### Sélection

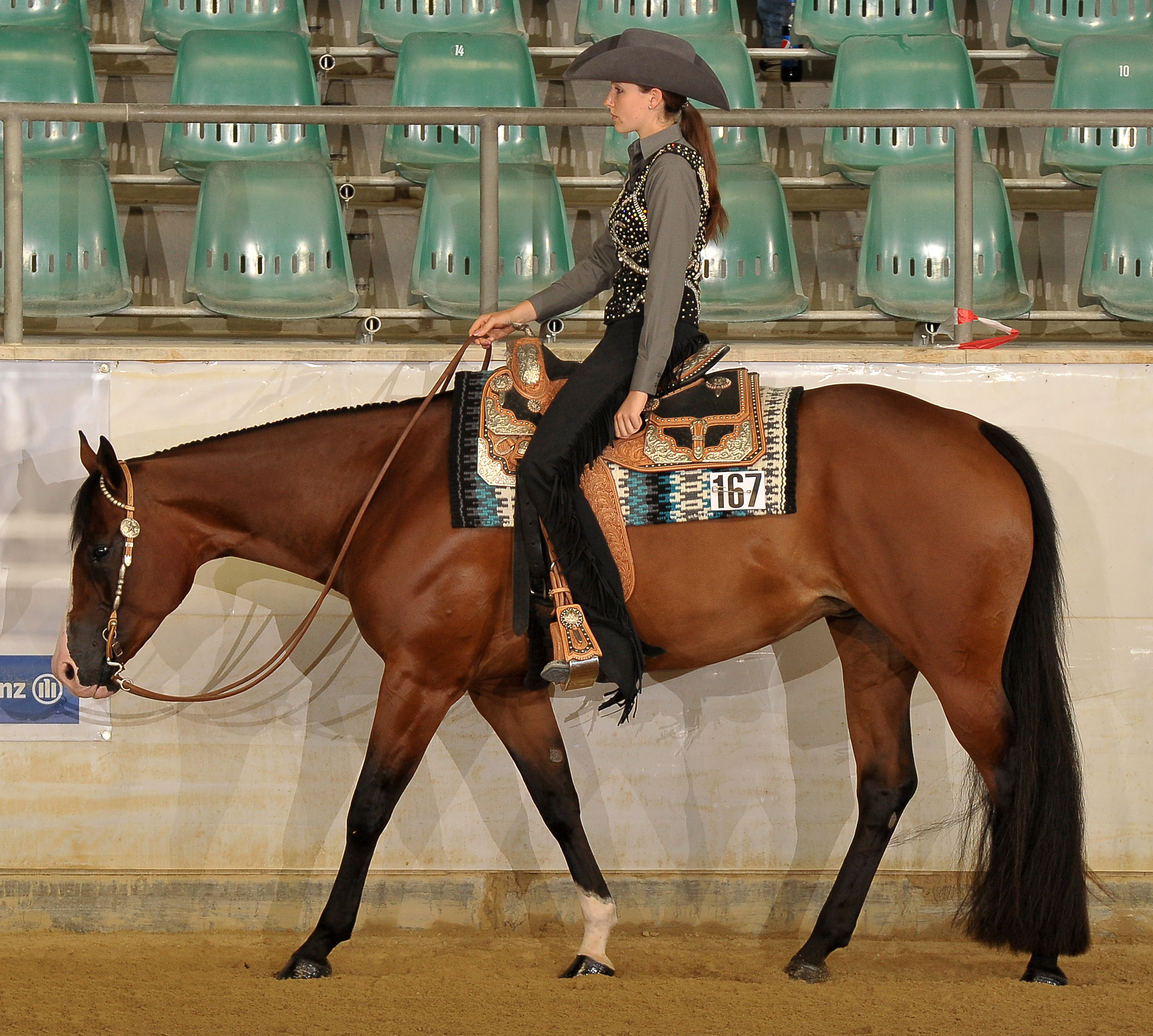
Quarter Horse bai monté en western pleasure.

Pour être appelé officiellement « Quarter Horse », un cheval doit avoir ses deux parents inscrits dans le stud-book de l'AQHA. L'un des deux parents peut être inscrit au registre Appendix. Les croisements fréquents avec le Pur-sang (Thoroughbred) ont en effet donné le jour à ce registre dit « Appendix », où les chevaux issus de ces accouplements sont inscrits, car ne pouvant être enregistrés dans le stud-book principal du Quarter horse. Ce type de croisement porte aussi le nom d'Appendix Quarter Horse.
La sélection porte surtout sur les qualités du mental, la morphologie étant une préoccupation secondaire. Des défauts physiques peuvent cependant être inscrits sur le certificat du cheval, tels que la présence d'un bec-de-perroquet (prognathisme ou brachygnatie), ou la cryptorchidie.
L'AQHA recourt aux contrôles systématique de filiation pour s'assurer de la généalogie d'un cheval. Seuls les chevaux inscrits à l'AQHA sont autorisés aux concours de Quarter Horse. Les poulains issus de techniques de clonage ne sont pas inscriptibles.
Il s'observe une diversification puis une spécialisation des lignées. Les deux principales lignées sont celle de Steel Dust et celle de Shilo(h),, père de Old Billy qui est né en 1860. À partir du fondateur Three Bars, on a vu émerger la lignée de Lightning Bar et Doc Bar spécialisée dans le cutting, le reining et le travail du bétail ; celle de Dash For Cash spécialisée dans les courses ; celle d'Impressive et Kid Clue spécialisée dans le halter ; et celle des Zippo spécialisée dans les loisirs. Cette race de chevaux fait depuis l'objet d'une sélection spécifique pour augmenter ses performances dans différentes disciplines équestres. Il existe désormais douze lignées de Quarter Horse, chacune orientée vers une spécialité telle que les loisirs ou le reining.

### Santé
Le Quarter Horse est touché par de nombreuses maladies génétiques, dont la paralysie périodique hyperkaliémique (HYPP), le syndrome létal du poulain blanc (LWFS), le déficit de l'enzyme de l'assemblage de glycogène (GBED), l'asthénie dermique régionale équine héréditaire (HERDA), et la myopathie à stockage de polysaccharide de type 1 (PSSM). Les gènes responsables de ces maladies génétiques sont présents parmi tous les sous-groupes de Quarter Horse.
En dehors des maladies génétiques, deux cas d'hémophilie chez deux poulains apparentés ont été étudiés en 1988, un cas de maladie de Willebrand en 1991, puis un cas de thrombopénie néonatale auto-immune a été étudié chez un poulain QH nouveau-né en 2008.

#### Troubles et blessures musculo-squelettiques
Les activités sportives d'équitation western exposent le Quarter Horse à des troubles musculosquelettiques spécifiques. Chez le Quarter Horse de course, ce sont les fourbures qui constituent une préoccupation majeure, en ayant généralement pour causes la synovite, les fractures intra-articulaires, l'ostéochondrite disséquante et les maladies dégénératives des articulations de la phalange distale, du boulet, du carpe et du tarse. 314 cas fatals de blessures musculo-squelettiques sont répertoriés entre 1990 et 2007 chez des Quarter Horse de course.

#### HYPP

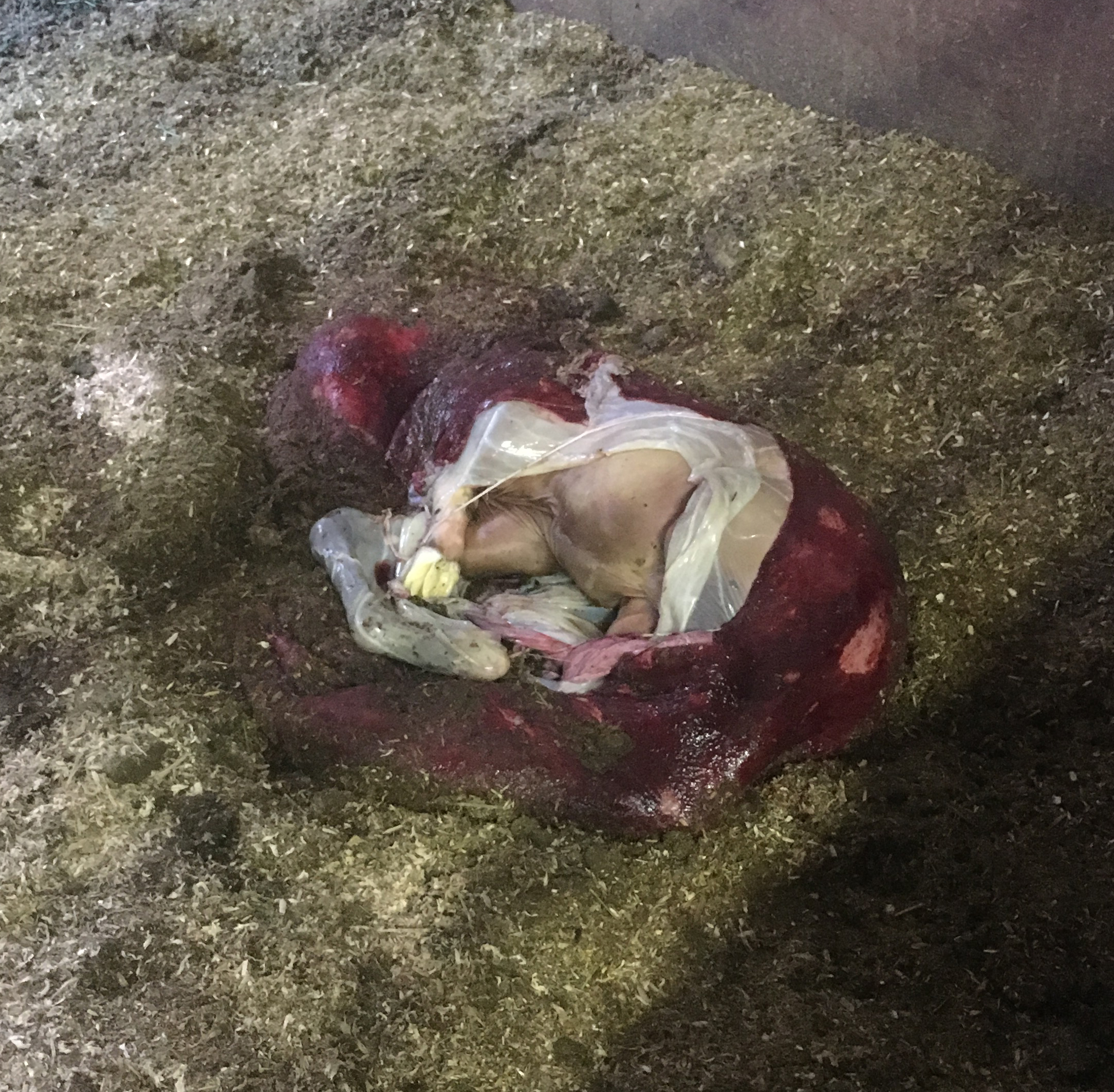
Fausse couche (poulain mort-né) d'une jument Quarter Horse touchée par l'HYPP.

Le Quarter Horse est notoirement touché par une maladie génétique spécifique, la paralysie périodique hyperkaliémique (ou HYPP),. Cette myopathie se caractérise par des épisodes de myotonie, avec des contractions spontanées des muscles accompagnées de paralysies,,. Il s'agit de la première maladie génétique des chevaux qui a pu être attribuée à une mutation génétique spécifique, détectable par test ADN.
Un rapprochement entre l'HYPP du Quarter Horse et une maladie génétique similaire chez l'être humain est effectué en 1992,. En 2002, la preuve de l'origine de l'HYPP chez le Quarter Horse est apportée : la mutation originelle (dominante) provient d'Impressive, un étalon très prolifique né en 1969, descendant de Three Bars, qui a plus de 355 000 descendants en vie à travers le monde en 2008,. Ces descendants sont très populaires en concours de modèle et allures (épreuves halter). Environ 4 % de la totalité de la race Quarter Horse serait affectée par le gène muté responsable de la maladie. La prévalence de l'HYPP ne diminue pas, car la mutation génétique responsable s'associe à un développement musculaire du cheval qui plaît beaucoup aux juges de concours des épreuves halter, contribuant à répandre le gène muté HYPP parmi la race Quarter Horse, et à augmenter le nombre de descendants d'Impressive,.
L'AQHA reconnaît officiellement l'HYPP comme une maladie génétique en 1996, et répertorie les poulains descendants d'Impressive porteurs de la mutation depuis 1998,. Depuis 2007, les chevaux doubles porteurs (homozygotes) de la mutation ne sont plus inscriptibles au stud-book du Quarter Horse. Une partie des éleveurs s'opposent à ces mesures, sur la base du succès des chevaux affectés par l'HYPP auprès des juges de concours. Ces éleveurs sélectionnent volontairement le gène muté, en vue des épreuves halter.

#### HERDA
Le HERDA (asthénie dermique régionale équine héréditaire) est une maladie génétique propre au Quarter Horse, à transmission autosomique récessive, causée par une mutation faux sens c.115G>A dans le gène de la peptidylprolyl isomérase B (PPIB). Ses signes cliniques, invisibles à la naissance, apparaissent typiquement vers l'âge de deux ans et sont une peau hyper-extensible et lâche, qui subit facilement des blessures à la suite de traumas mineurs, allant jusqu'à des hématomes et des séromes chez les plus sévèrement atteints. Il n'existe aucun traitement palliatif ou curatif, aussi les poulains les plus sévèrement affectés sont généralement euthanasiés.
Les fréquences estimées de l'allèle HERDA et des porteurs parmi un échantillon de QH brésiliens est située entre 2,9 % et 5,8 %.

#### GBED
Le défaut de l'enzyme de l'assemblage de glycogène est une maladie à transmission autosomique fatale causée par une mutation faux sens (c.102C>A) dans le gène GBE1 ; elle altère fortement le métabolisme du glycogène et entraîne l'avortement ou la mort précoce des poulains. Ses signes cliniques sont la mortinatalité, des déformations transitoires des membres en flexion, des crises d'épilepsie, et de l'insuffisance respiratoire ou cardiaque au décubitus persistant.
La prévalence de l'hétérozygotie pour la mutation GBED dans la population de Quarter Horses du Brésil a été déterminée à partir de 742 animaux : elle est plus élevée dans les sous-groupes des chevaux de cutting (19,75 % [32/162]) et de reining (10 % [16/160]), suivis des chevaux de barrel racing (5 % [8/160]) et de halter (3 % [3/100]). Elle n'existe pas dans le sous-groupe des chevaux de course.

#### MYHM
La myopathie des chaînes lourdes de myosine (ou MYHM) se caractérise par une rhabdomyolyse survenant sans effort associé, ou par une myosite à médiation immunitaire (IMM) accompagnée d'une atrophie musculaire aiguë, fortement associés à la mutation faux sens MYH1 E321G.
Il existe des différences entre les chevaux homozygotes et les hétérozygotes : environ 20 % des hétérozygotes développent une atrophie rapide, mais le taux d'atrophie est de 80 % chez les QH homozygotes, et moins susceptible de se résorber.
299 QH brésiliens ont été génotypés en 2022 pour en déterminer la prévalence ; 44 animaux (14,7 %) étaient hétérozygotes (My/N) pour la variante E321G MYH1, et 255 (85,3 %) étaient homozygotes pour l'allèle non muté (N/N), ce qui implique une fréquence d'allèle de 0,074 ; de plus, les chevaux de reining sont beaucoup plus souvent hétérozygotes sur cette mutation que les chevaux sélectionnés sur d'autres disciplines.

#### Hyperthermie maligne
La cause de l'hyperthermie maligne est un allèle muté du gène du récepteur de la ryanodine 1 (RyR1) au nucléotide C7360G, générant une substitution d'acide aminé R2454G. Il a été identifié chez le Quarter Horse et les races ayant des ancêtres Quarter Horse, avec un mode de transmission autosomique dominant.
La maladie peut être déclenchée par le surmenage, l'anesthésie ou le stress.

#### PSSM
Le Quarter Horse peut exprimer la myopathie à stockage de polysaccharides, qui a été détectée chez la race dès 1996 à cause de ses signes cliniques, dont la rhabdomyolyse externe, qui est typique de cette maladie chez le Quarter Horse.
Ses signes cliniques incluent aussi une atrophie musculaire et des allures anormales. La maladie peut être gérée avec un régime alimentaire spécifique.

#### Dystrophie neuroaxiale
Une analyse prospective a été menée sur 148 QH atteints de dystrophie neuroaxiale, tous issus du même élevage. La plupart des chevaux atteints ont 1 à 2 ans, et présentent des déficits neurologiques comme l'obtusion, la réponse de menace réduite ou absente, des déficits proprioceptifs, l'ataxie légère, et la dysmétrie. Une supplémentation alimentaire en vitamine E n'a pas amélioré les déficits neurologiques, mais l'administration de vitamine E aux juments gestantes a semblé réduire le développement de la maladie chez les poulains nés l'année suivante.

## Utilisations
Cette race de chevaux est fameuse pour deux utilisations : l'équitation western, et la course de vitesse sur courte distance. L'AQHA reconnaît trois grands type d'utilisation : le halter (présentation en licol), l'équitation western, et l'équitation classique à l'anglaise. Cette dernière compte une variété de disciplines nommées hunt seat, basées sur le contrôle des allures et des manœuvres avec le cheval, qu'il soit monté ou attelé.
Aux États-Unis et au Canada, il est utilisé pour de nombreuses activités, également en équitation classique, en dressage et en saut d'obstacles,,. Il est par excellence le « cheval de famille » des Américains, capable d'être monté aussi bien par les enfants pour une promenade tranquille que par les adultes en compétition. En France, 90 % des propriétaires de Quarter Horse acquièrent ce cheval pour leurs loisirs, et 10 % pour de la compétition. Une grande partie du succès du Quarter Horse repose sur la vaste palette des usages possibles de ce cheval.

### Travail de ranch

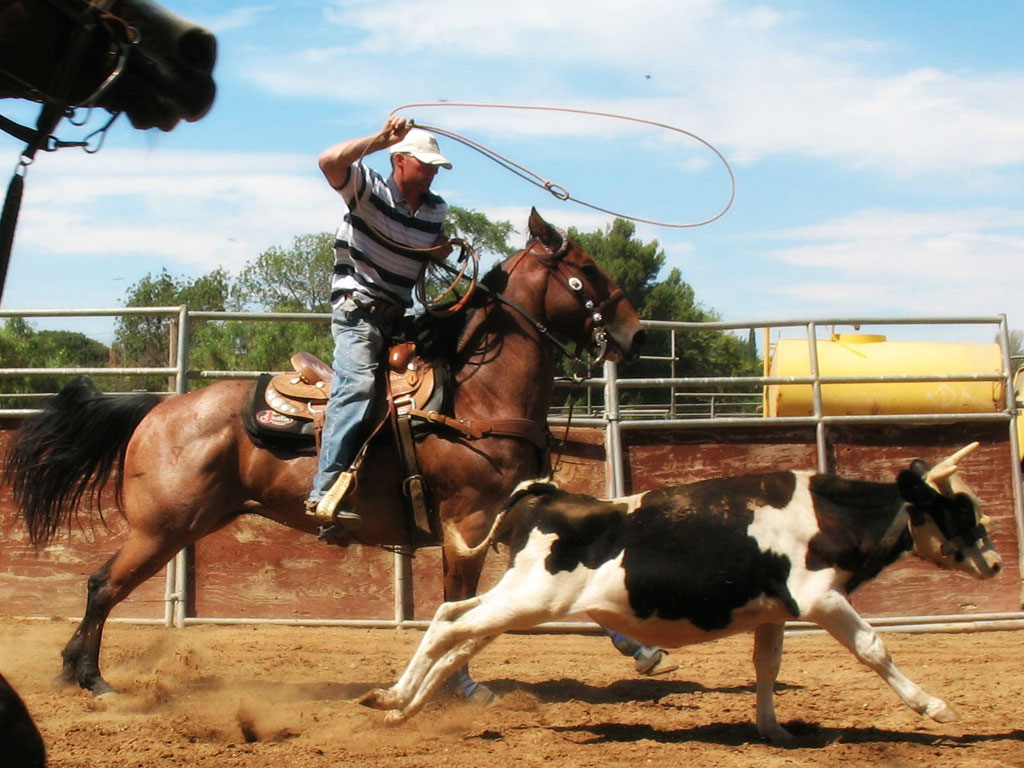
Travail du bétail avec un Quarter Horse.

Le Quarter Horse est historiquement la monture des éleveurs de bétail américains. Il dispose de toutes les qualités nécessaires à ce travail, telles que l'agilité, l'intelligence, les réactions vives, et le sens du bétail, qui lui permet de réaliser une tâche de tri du bétail quasiment sans aide de son cavalier,. Ce sens du bétail, qui constitue une caractéristique essentielle du Quarter Horse, lui permet en effet d'anticiper les mouvements des bovins,,.
Bien que l'époque de gloire de la conduite du bétail par les cow-boys des grands ranchs de l'Ouest américain soit révolue, le Quarter Horse reste toujours populaire comme cheval de conduite des troupeaux de bovins.

### Loisirs, promenade et randonnée

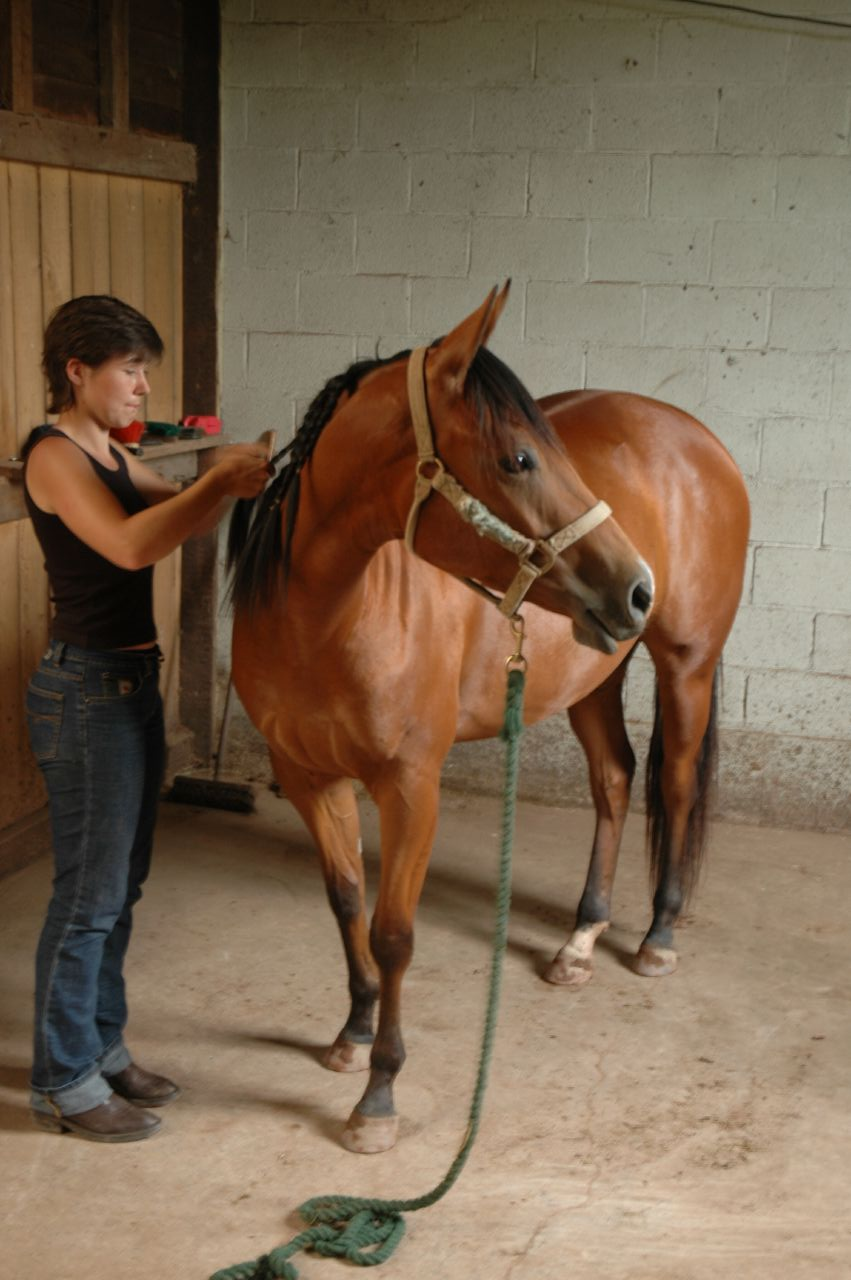
Jument Quarter Horse de loisirs pendant un toilettage.

Le Quarter Horse est, de par son caractère très sûr, un cheval de randonnée et de promenade très recherché,,. Il montre une grande fiabilité lors des randonnées en terrain ouvert, même avec des cavaliers débutants. Sa rusticité et son dos porteur le prédisposent à ce type d'activités. Il faut cependant acquérir pour ces activités un Quarter Horse de loisir élevé en extérieur, les chevaux de compétition étant souvent élevés au box.
Il fait un excellent cheval d'instruction pour des cavaliers débutants, très polyvalent et pouvant être testé dans une grande variété de disciplines équestres, depuis l'attelage jusqu'au polo. Il peut être monté en compétitions de techniques de randonnée équestre de compétition (TREC), mais du fait de sa sélection sur le sprint, il n'est pas performant en compétitions d'endurance.

### Équitation western
Le Quarter Horse excelle dans les disciplines sportives de l'équitation western, à savoir le reining, le trail, le barrel racing, le cutting et le western pleasure. Son équilibre naturel lui permettant de tourner très serré et d'engager très fortement ses postérieurs sous sa masse lui assure le succès dans toutes ces disciplines. Il est capable de réaliser des départs, des demi-tours et des arrêts fulgurants,, et de passer de l'immobilité au grand galop en très peu de temps. Il est extrêmement doué pour réaliser de brusques arrêts glissés (sliding stop, en anglais). Il est aussi considéré comme le meilleur cheval pour la discipline du rodéo.

Le Quarter Horse dans différentes compétitions d'équitation western
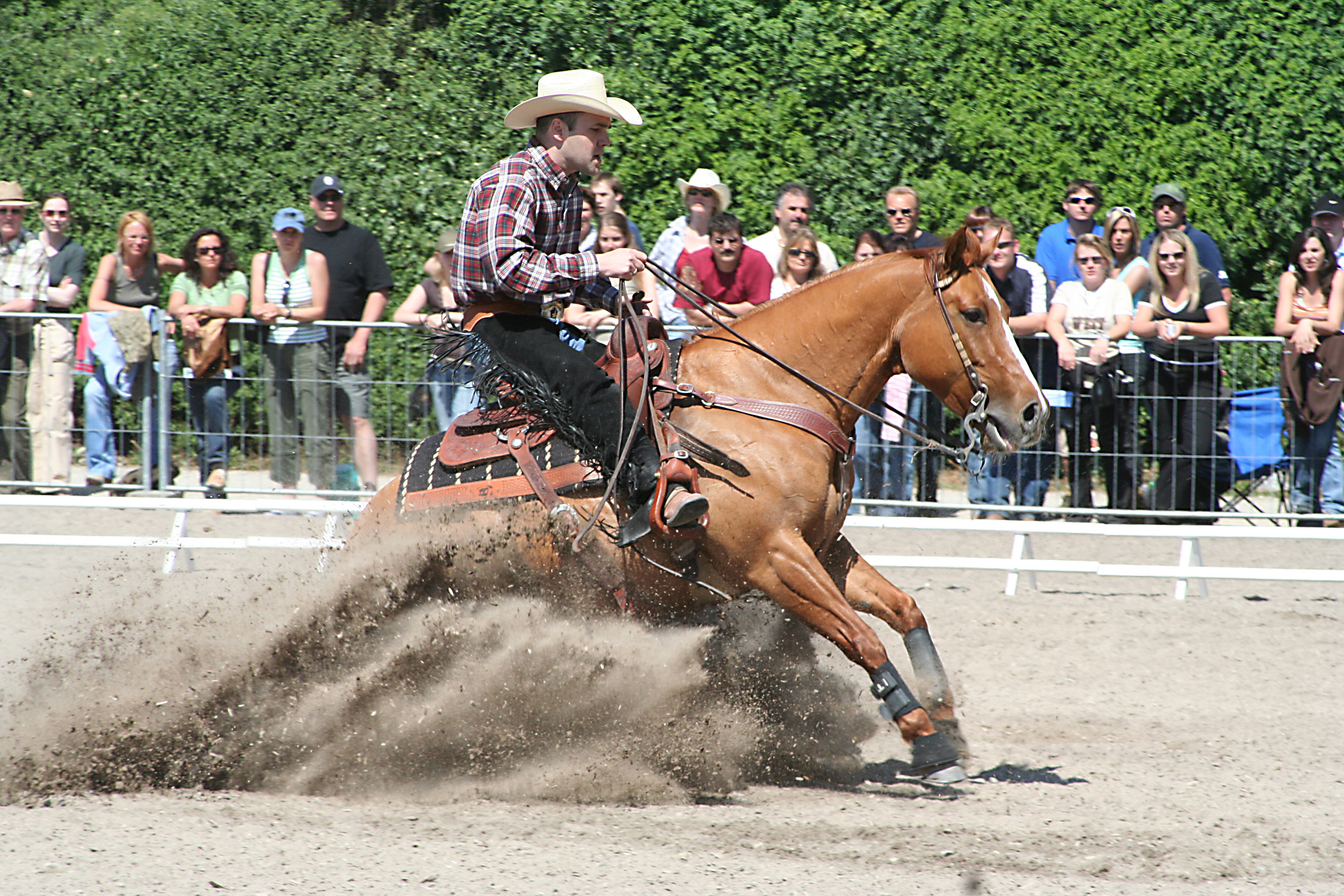
Compétition de reining, figure du sliding stop, ou arrêt glissé
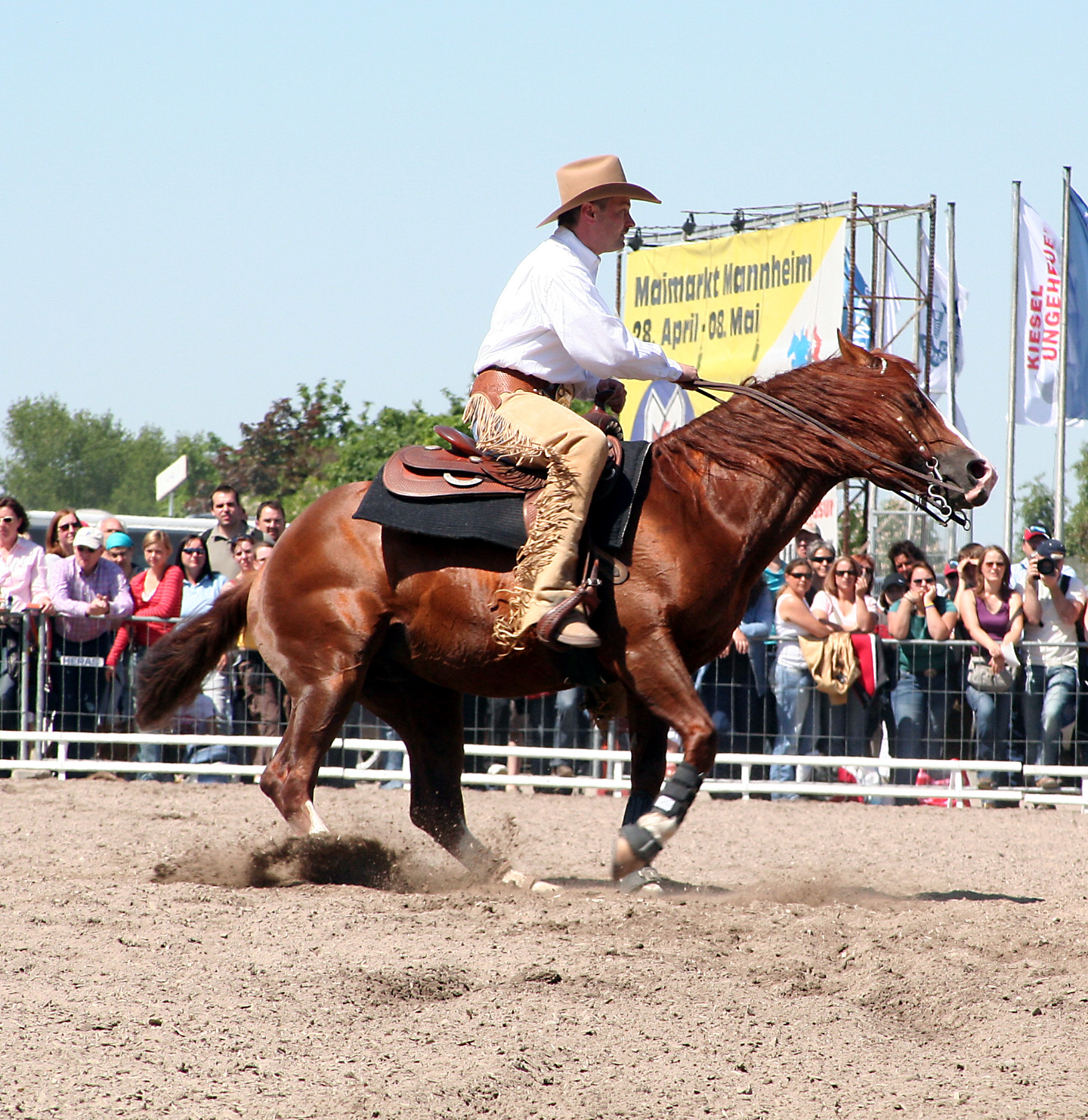
Compétition de reining, figure du spin, ou rotation rapide
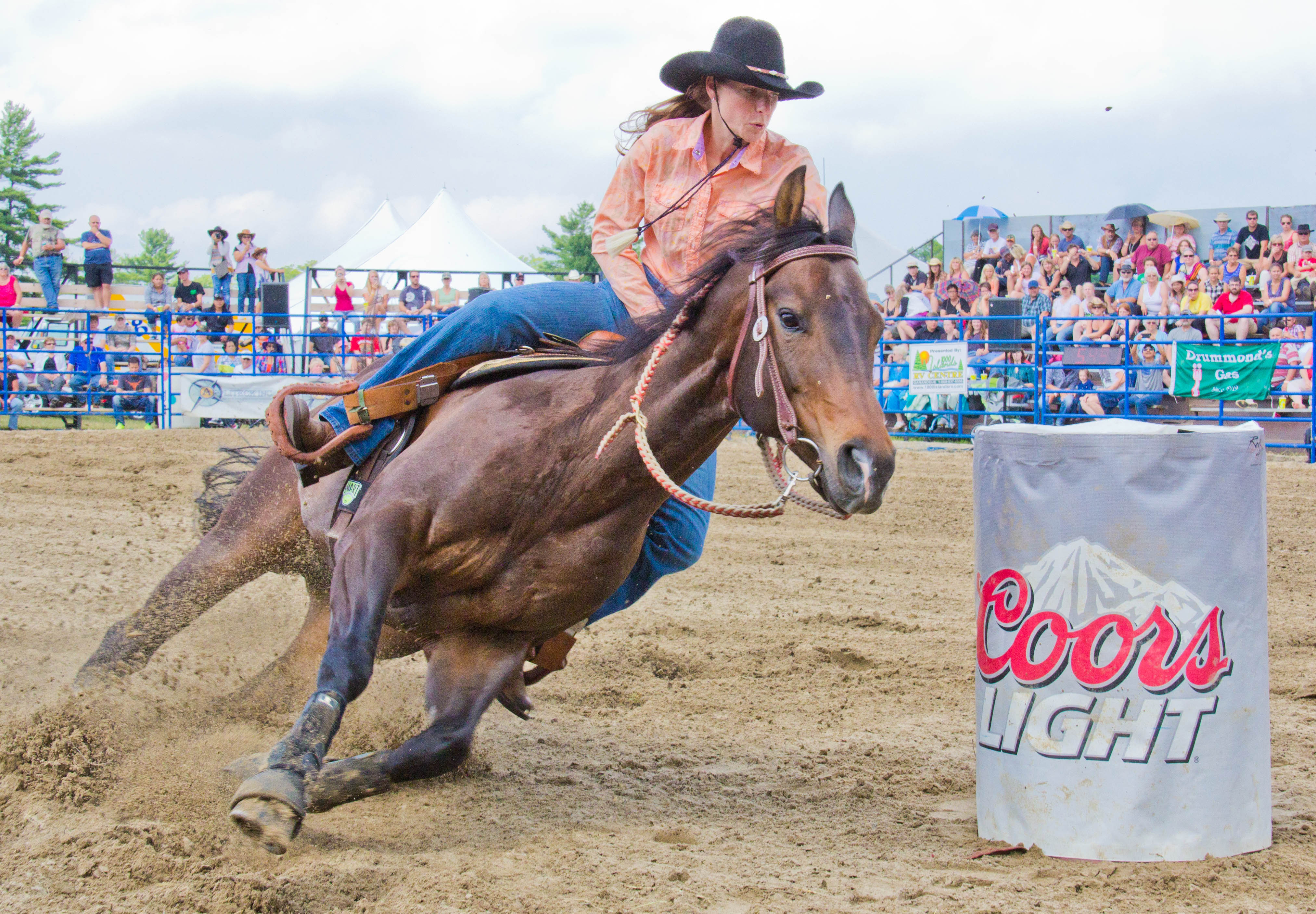
Compétition de barrel racing, ou course autour de tonneaux
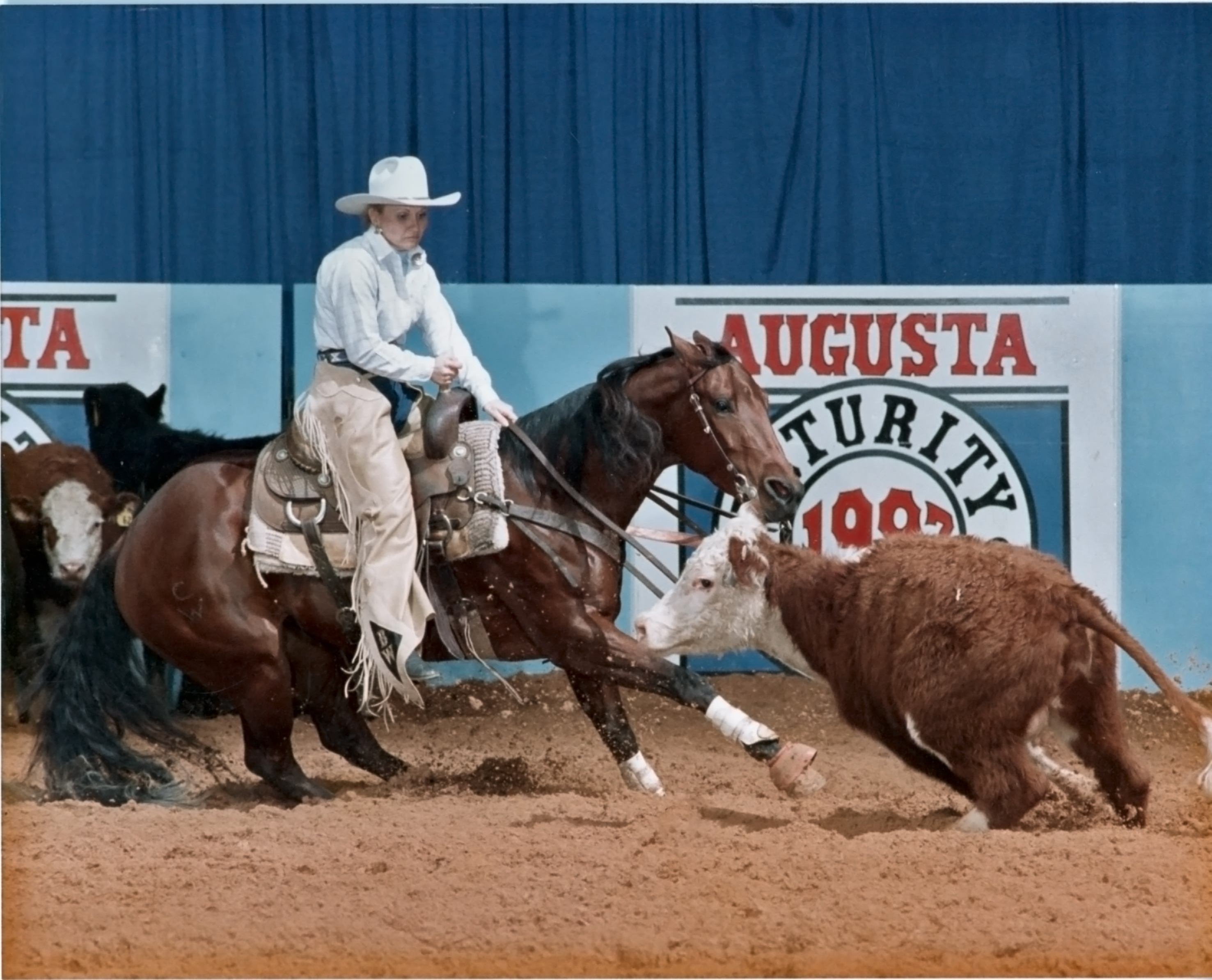
Compétition de cutting, séparation d'un jeune bovin du reste de son troupeau.

En France, ce sont essentiellement ces disciplines qui sont associées au Quarter Horse. Un cheval de petite taille, avec un dos court et une très grande réactivité, est privilégié pour pratiquer le reining ; les chevaux de trail, de western riding et de western pleasure sont généralement plus grands et dotés d'une cadence plus lente. Le reining demande en effet des qualités spécifiques de réactivité, d'accélération et de manœuvrabilité.
Toutes ces disciplines sont obligatoirement pratiquées avec un équipement western (selle western, chapeau western, bottes western, chemise western).

### Courses de vitesse

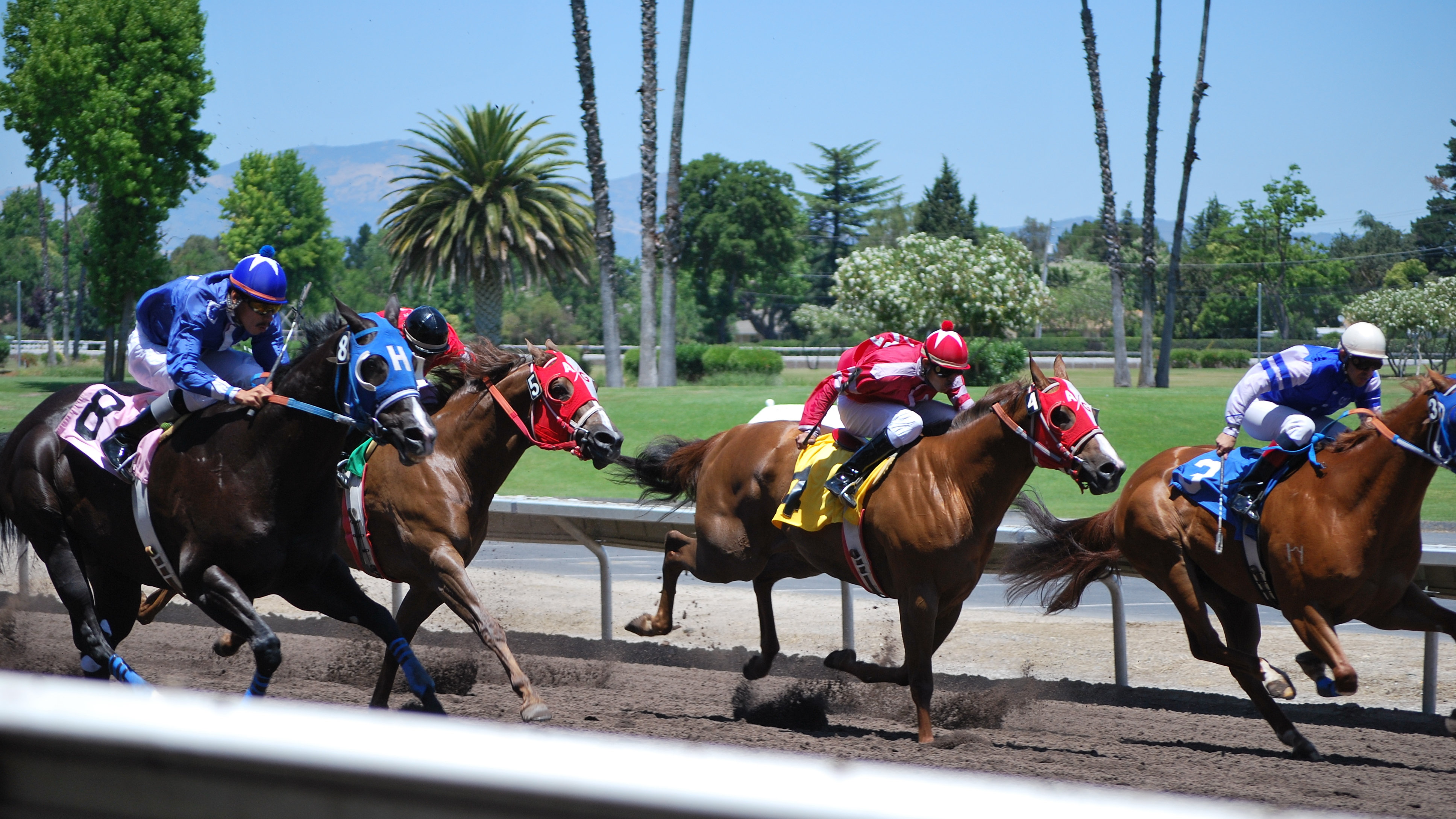
Course de Quarter Horse aux États-Unis.

Le Quarter Horse est toujours très apprécié des Américains pour ses aptitudes à la course de vitesse. Un nouvel engouement pour ces courses s'est développé au début des années 1980, permettant à cette race de retrouver l'un de ses anciens rôles historiques. L'analyse du prix de vente de QH de courses aux États-Unis entre 1982 et 1992 montre que les acheteurs paient des montants substantiels si la mère ou le père d'un yearling sont des champions et si le père ou la mère ont déjà donné des champions.
Le QH reste le meilleur cheval au monde sur sa distance de spécialité, le quart de mile. Cette distance est habituellement parcourue en moins de 22 secondes, le record étant établi à moins de 21 secondes. Ce record est établi par Evening Snow, en 1996. Ces courses ont généralement lieu départ arrêté et en ligne droite, sur des distances de 300 mètres, ; la distance peut être de 200 à 800 mètres.
Des courses célèbres, comme l’All American Futurity (« Prix Américain de l'avenir »), sont organisées chaque année et dotées de plusieurs millions de dollars, tout en permettant la participation du Quarter Horse à ces épreuves. Cette course réservée aux Quarter Horse de trois ans est la mieux dotée au monde pour cette race de chevaux. Ces courses génèrent aussi de très importantes sommes d'argent par le biais des paris.
Un Quarter Horse de course est mis à la retraite sportive quand ses performances déclinent, généralement avant six ans, mais il existe des chevaux qui courent jusqu'à l'âge de 12 ans. La plupart sont réformés pour d'autres activités, par exemple en compétition western, en travail de ranch, en police montée ou en équithérapie. Parmi les plus célèbres Quarter Horse de course, Dash For Cash (1973-1996) est le premier étalon dont la progéniture a été valorisée à hauteur de 25 millions de dollars.

### Halter

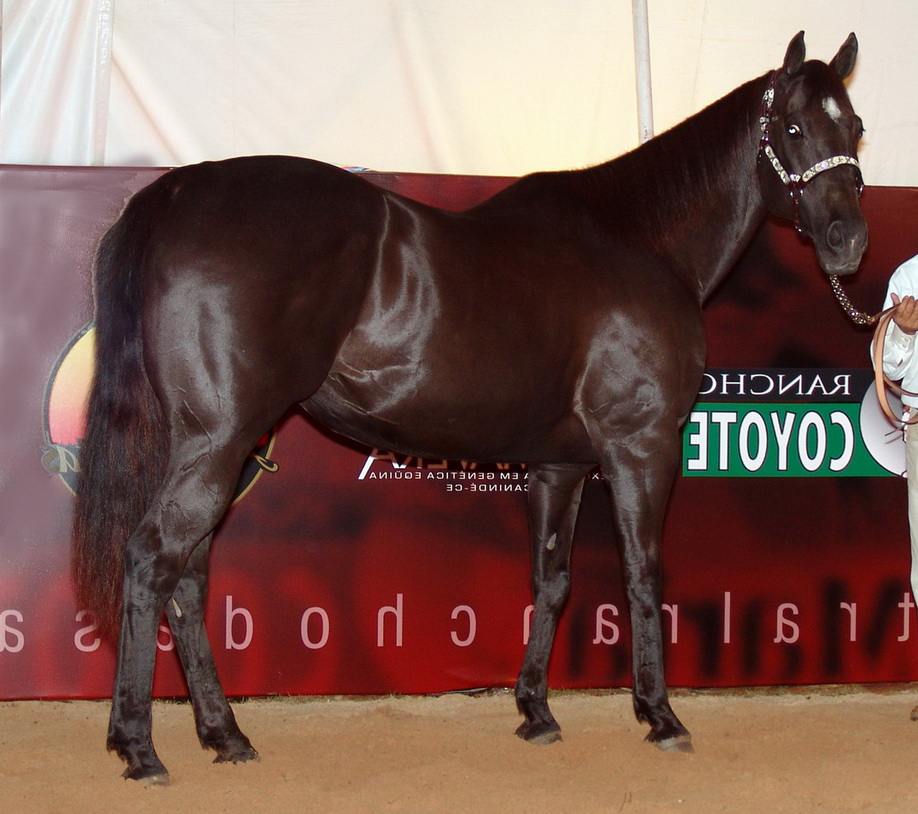
Quarter Horse lors d'une épreuve en licol à São Paulo au Brésil.

Le Quarter Horse est populaire dans une forme particulière de concours de modèle et allures, l'épreuve Halter (ou épreuve en licol). Les catégories y sont déterminées en fonction de l'âge et du sexe des chevaux. Marc Soulier estime que ces épreuves sont indispensables au maintien des critères du standard de la race.
Ces épreuves l'exposent à des dérives morphologiques, liées à une accentuation des qualités naturelles de cette race en vue d'impressionner les juges de ces concours,. Ainsi, les chevaux de halter sont sélectionnés sur des épaules et une croupe très lourdes et très fortes, associées à des jambes fines aux paturons courts, ce qui expose ces chevaux à des problèmes de boiteries et à des souffrances physiques conséquentes. La controverse visant à savoir si un cheval sélectionné pour des épreuves halter peut toujours être monté et mis au travail existe au moins depuis 1980. Souvent, les chevaux de halter sont complémentés avec des stéroïdes et confinés dans des espaces réduits afin de garder leur musculature excessive.

### Saut d'obstacles et dressage

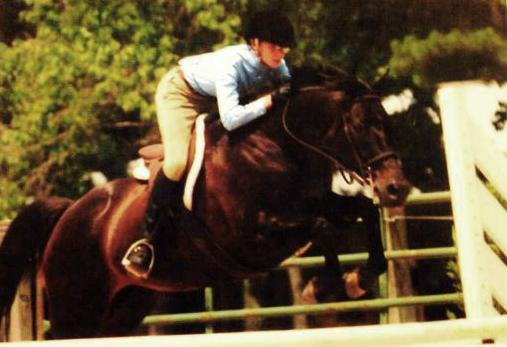
Saut d'obstacle avec un Quarter Horse.

La puissance de son arrière-main prédispose le Quarter Horse aux sauts. Cependant, il n'obtient pas de résultats suffisants dans la discipline du saut d'obstacles ni dans celle du dressage en raison de sa structure physique générale, de ses allures rasantes et de sa faible amplitude. Il est notamment surclassé par les races de chevaux de sport européennes, sélectionnées pour ces deux disciplines.
Les Quarter Horse issus de croisements avec le Pur-sang présentent de meilleures dispositions au saut d'obstacles.

### Patrouille et police montée

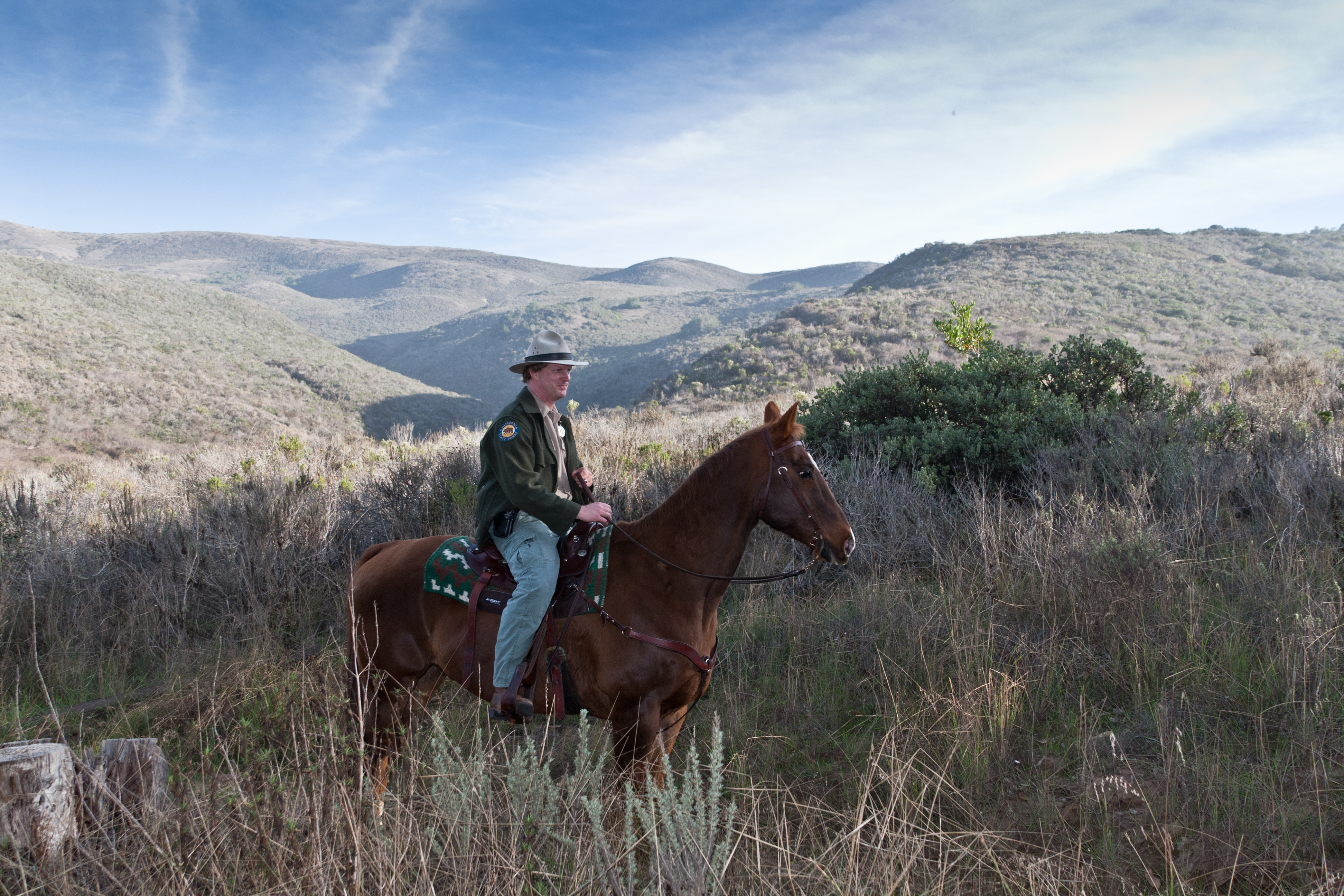
Patrouille dans un parc national avec un Quarter Horse de 21 ans.

Le Quarter Horse et ses croisements (notamment avec le Morgan) sont bien représentés parmi les montures utilisées par la police montée américaine, avec d'autres races. La majorité de ces chevaux sont des hongres. Ils doivent être de bon tempérament, avec une disposition douce envers le public.

### Croisements

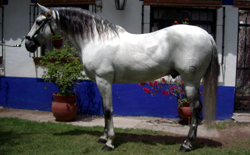
Un cheval de race Aztèque.

Le Quarter Horse est souvent utilisé en croisement, et a donné naissance à d'autres races ; il joue un rôle prépondérant dans la formation du Paint Horse et de l'Appaloosa, et se retrouve dans la généalogie de nombreux chevaux de travail du bétail américains.
Il est à l'origine de l'Aztèque, race de chevaux nationale mexicaine, issu initialement d'un croisement avec le Pure race espagnole,,. Il a aussi significativement influencé le Stock Horse australien, qui est comme lui un cheval destiné au travail du bétail, à une époque plus récente,. On le retrouve parmi les races constitutives du poney de polo. L'Appaloosa a reçu l'influence du Quarter Horse à travers le célèbre étalon Impressive.
Il existe une version poney du Quarter Horse, nommée Quarter Pony. Cette race s'est notamment développée à partir de chevaux ne respectant pas les exigences de l’American Quarter Horse Association sur la taille minimum d'1,45 m au garrot. La race Paint Horse s'est elle aussi développée à partir de chevaux refusés au stud-book du Quarter Horse, parce qu'il portent trop de marques blanches au regard des règles de celui-ci. Ces mêmes chevaux peuvent éventuellement être inscrits au registre du Pinto, qui accepte tous les chevaux de robe pie, quelles que soient leurs origines. De même, le registre de l'American White Horse accepte les chevaux d'origine Quarter Horse qui seraient porteurs d'une robe blanche.

## Diffusion de l'élevage

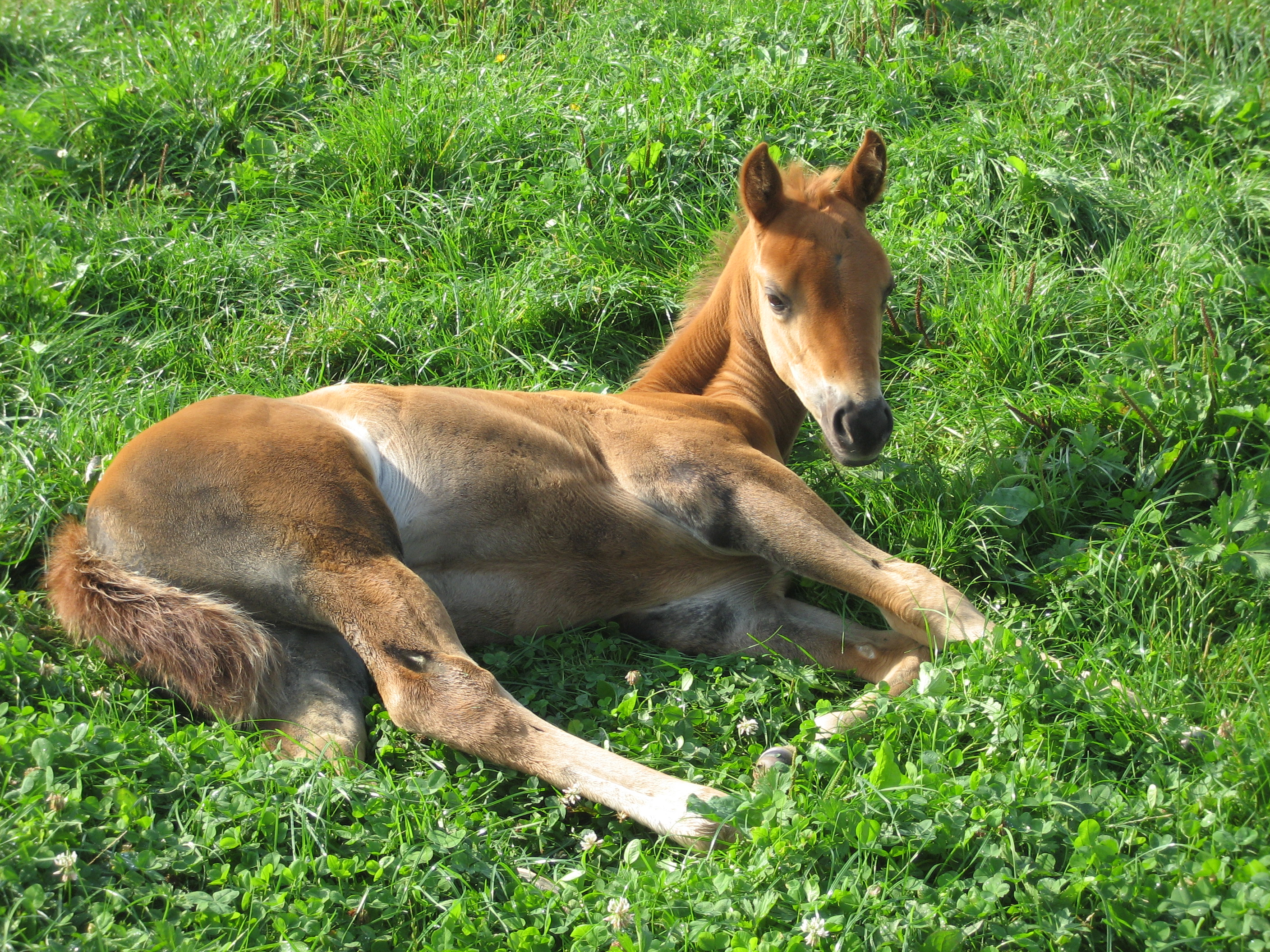
Poulain Quarter Horse de robe alezan, en Belgique.

Le Quarter Horse est l'une des races de chevaux les plus populaires au monde et des plus fructueuses par sa diffusion,. L'ouvrage Equine Science (4e édition de 2012) le classe logiquement parmi les races de chevaux de selle connues au niveau international. L′American Quarter Horse Association est la plus importante association de race équine au monde, avec près de 3 500 succursales membres et près de 5 millions de chevaux enregistrés en 2009,, soit le plus gros effectif mondial, toutes races de chevaux confondues,. En 2007, l'AQHA compte 314 000 membres et a un budget de fonctionnement de près de 30 millions de dollars. Elle approuve plus de 2 400 évènements liés à cette race de chevaux chaque année, via un système d'accumulation de points pour les chevaux vainqueurs.
Il naît environ 136 000 Quarter Horse chaque année (en 2013). Ce cheval est élevé principalement aux États-Unis, au Brésil, au Canada, en Australie et au Mexique,, mais il est également présent dans 80 autres pays,.

### Aux États-Unis

Groupe de Quarter Horse dans un ranch du Texas.

Il constitue la race de chevaux la plus populaire de tous les États-Unis,. En 2013, 88 % de tous les Quarter Horse du monde se trouvent dans ce seul pays. En 2002, d'après les chiffres cités par Marc Soulier, le seul État du Texas concentre plus d'un propriétaire de Quarter Horse mondial sur dix, et 470 000 chevaux, soit 15 % du cheptel mondial de la race. Il existe aussi des élevages de cette race en Oklahoma.
DAD-IS ne cite pourtant qu'un cheptel national de 100 322 QH en 2018.

### En Australie
L'Australie possède le second ou le troisième cheptel mondial de Quarter Horse, après les États-Unis. En 2022, ce pays compte entre 180 000 et 220 000 QH.
La présence de cette race de chevaux y est très marquée durant la seconde moitié du XXe siècle. En 1979, l'Australie dispose de sa propre association (Australian Quarter Horse Association), filiale de l'AQHA américaine, et de son propre stud-book. Les standards de sélection des chevaux utilisés au travail avec le bétail y sont très élevés.
Les achats de Quarter Horse déclinent au début des années 1980, avant de se relancer sous les efforts commerciaux de l'AQHA. La race est adoptée pour le travail du bétail dans les régions rurales d'Australie, notamment celles du Queensland et de Victoria.

### Au Canada
D'après Denhardt, le Quarter Horse arrive au Canada vers 1868, avec les cow-boys qui dirigent des convois de bétail sur longue distance. En 2002, le Canada a le second cheptel mondial de Quarter Horse, avec 220 000 sujets. En 2019, ce pays compte 242 515 QH enregistrés.
Le cheptel de QH canadien est touché par le virus du Nil occidental, principalement dans l'Ouest du pays. Cela s'explique par une forte concentration de QH dans l'Ouest du pays, mais aussi par la pratique des feed-lots, c'est-à-dire le maintien de chevaux de cette race en extérieur.

### Au Brésil

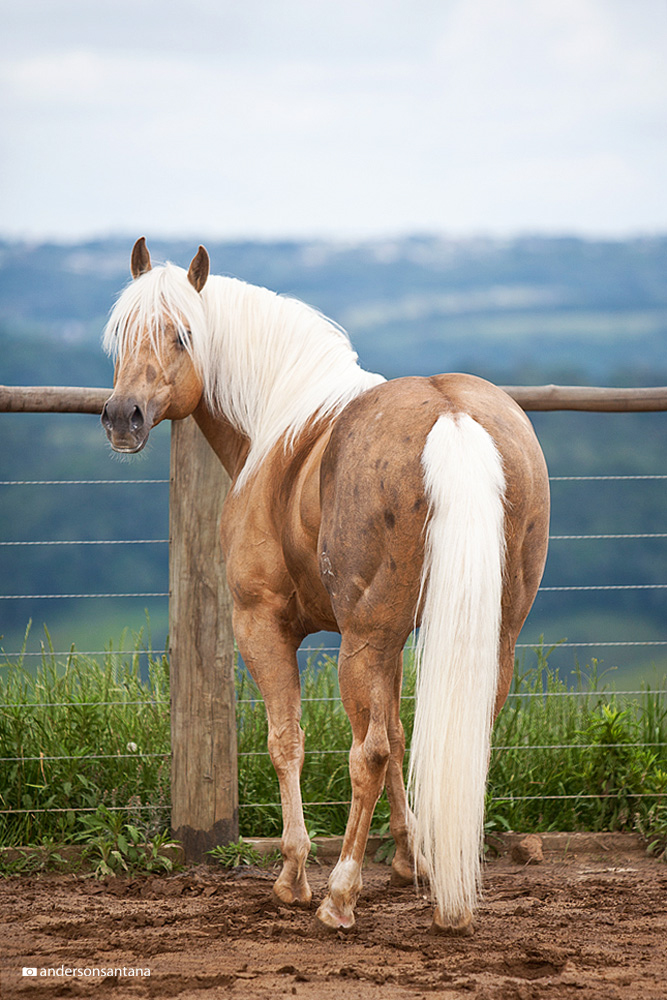
Quarter Horse palomino au Brésil, dans la région de São Paulo.

Le Quarter Horse est nommé Quarto de Milha au Brésil. Il y est officiellement classé comme race exotique. La race est importée pour la première fois en 1954 (sept juments et un étalon) ou 1955 depuis les États-Unis, et son stud-book est reconnu en 1969. En 2020, le Brésil compte 21 645 QH enregistrés, avec une tendance à la baisse.
L'élevage du QH au Brésil est étendu à la totalité de ce pays. Il répond à différents objectifs de sélection, ce qui induit la présence de lignées de travail avec le bétail (notamment de cutting) et de course. La population de course est relativement fermée sur elle-même, et compte des sous-populations en raison de l'usage important de certains étalons reproducteurs. Des courses de Quarter Horse sont organisées dans la région de São Paulo, notamment sur l'hippodrome Paulista de Sorocaba ; les traits héréditaires de 1 350 QH de course qui ont couru entre 1991 et 1997 dans cette région ont été étudiés en 2002, puis une nouvelle étude de performances et d'héritabilité du QH de course brésilien a été publiée en 2007, cette fois sur la base de données collectées entre 1994 et 2003.
La présence de la maladie génétique HERDA, propre à la race, est décrite pour la première fois en 2005 au Brésil.

### En Allemagne
Au moins 465 Quarter Horse en provenance des États-Unis sont importés vers l'Allemagne entre 1977 et 1981 sur la base de factures sous-facturées, évitant ainsi des millions de dollars d'impôts. L'Allemagne est en 2002 le principal pays européen du Quarter Horse, avec 57 compétitions annuelles agréées par l'AQHA. Selon la chercheuse polonaise Joanna Kania-Gierdziewicz et son équipe, l'Allemagne compte en 2013 plus de 36 000 QH inscrits au stud-book américain sur son sol. Ce pays compte 6 030 QH en 2021 selon la base DAD-IS.

### En Belgique

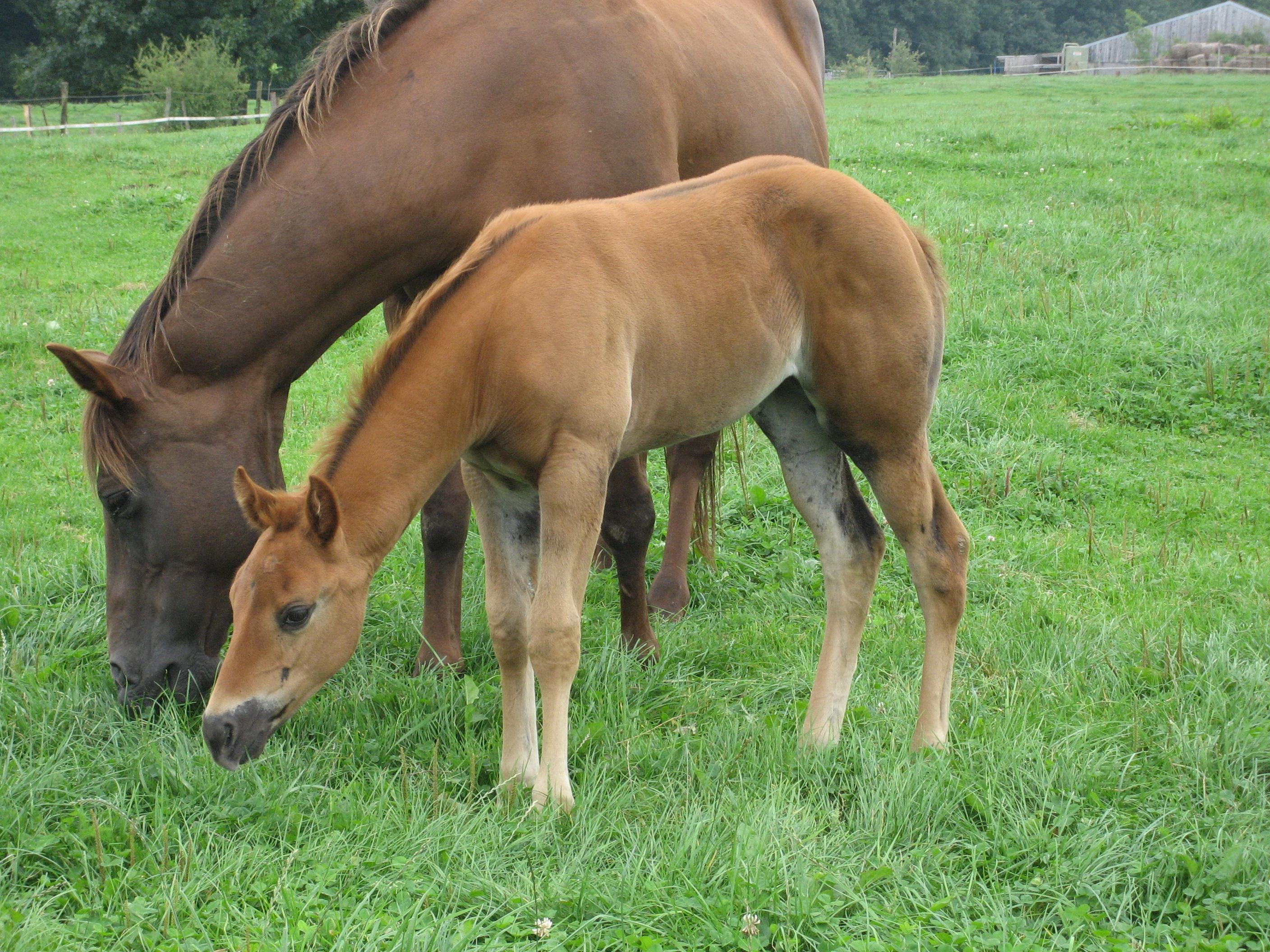
Jument et poulain Quarter Horse en Belgique.

La Belgique compterait entre 116 et 174 QH en 2013, mais la fiabilité du comptage est considérée comme douteuse. L'équipe belge de reining, comptant des QH, est sacrée vice-championne du monde de cette discipline à plusieurs reprises, notamment en 2018.

### En France
L'Association Française du Quarter Horse (AFQH) est fondée en 1981 ou 1984. Avant 1984, cette race est pratiquement inconnue en France. Un changement de loi permet à l'AQHA de mener des actions de promotion du Quarter Horse sur le territoire français durant le mois d'août 1984. L'année suivante, 15 chevaux, d'une valeur totale de 225 000 $ sont importés. La race est reconnue par les Haras nationaux en 1995. En 1999, on compte une centaine de poulinières QH en France.
En 2002, la France occupe le sixième rang mondial des pays hébergeant des Quarter Horse, avec six concours validés par l'AQHA. Le développement de cet élevage accompagne celui des pratiques d'équitation de loisir et d'équitation western, le Quarter Horse devenant la principale race de chevaux américaine présente en France, devant le Paint Horse et l'Appaloosa. Il suscite un engouement important, au point que les naissances sont multipliées par quatre entre les années 2000 (81 naissances en 2002) et 2010. Le championnat de France, nommé « Petit Far West », en est la vitrine au niveau national français.
Le Quarter Horse est désormais élevé sur l'ensemble du territoire français, avec une plus forte présence dans la région Rhône-Alpes. 8 400 chevaux sont recensés en 2014 en France, et près de 260 élevages, pour 6 277 chevaux en 2018. Entre 70 et 80 % des Quarter Horse français sont destinés à l'équitation de loisir.

### En Pologne
La présence du QH en Pologne est récente, puisqu'elle remonte au début du XXIe siècle, principalement par importation depuis l'Allemagne, les importations depuis les États-Unis étant beaucoup plus rares. L'association polonaise du Quarter Horse est créée en 2005, avant d'être reconnue par l'AQHA deux ans plus tard. La Pologne compte environ 650 QH sur son sol en 2013. Le principal élevage du pays est le Roleski Ranch.

## Dans la culture

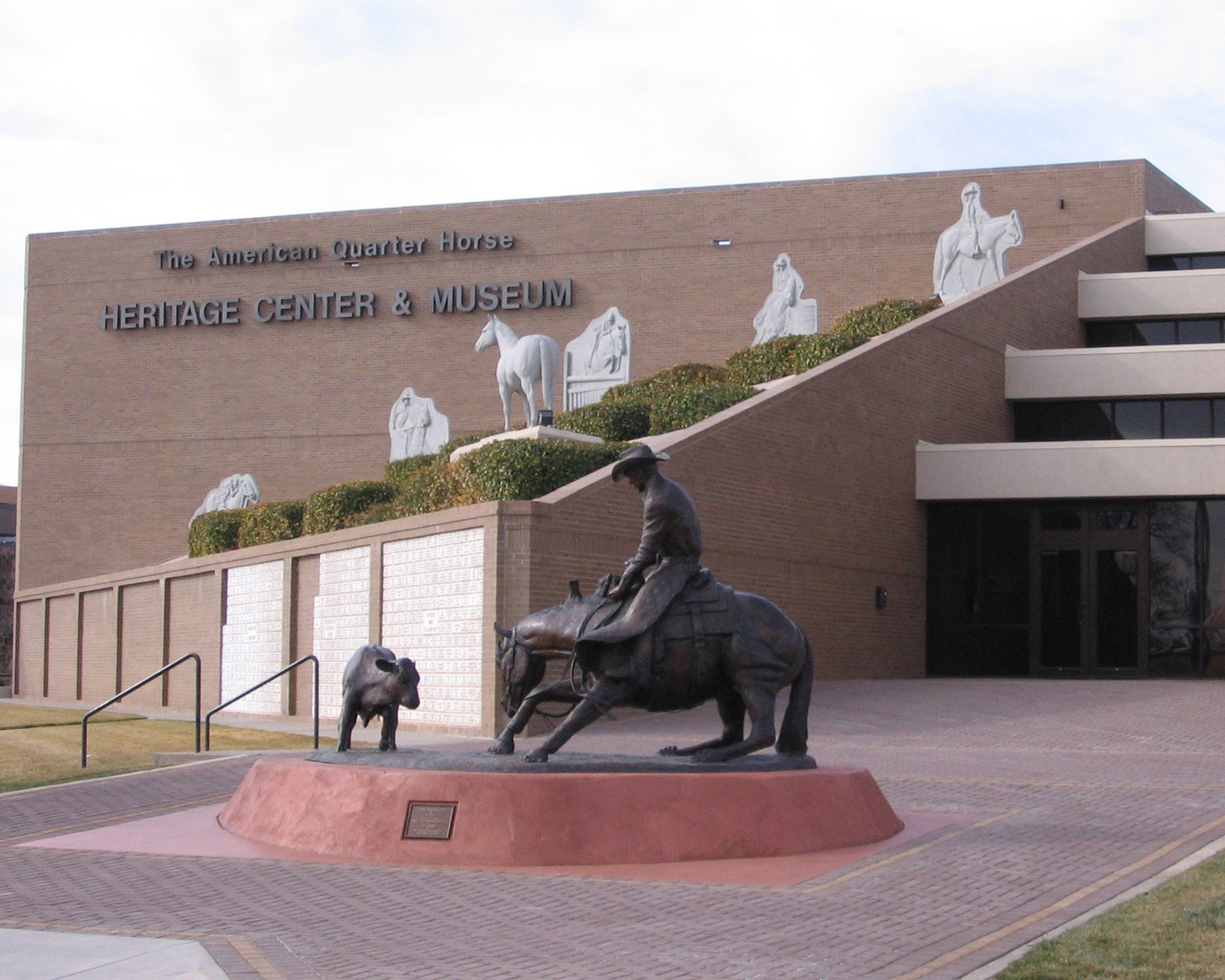
Entrée de l'American Quarter Horse Heritage Center & museum.

Dans la culture populaire, le Quarter Horse est rattaché aux cow-boys et à l'univers du western et de l'ouest américain en général. Il est en effet réputé comme le « cheval des cow-boys », par opposition à l'Appaloosa qui est le « cheval des indiens ». Sa popularisation culturelle doit beaucoup à la revue Western Horseman, qui a été largement diffusée dans les ranches américains à partir de 1936. Elle a aussi été soutenue après la fin de la Seconde Guerre mondiale par la diffusion de livres pour enfants qui mettent en scène de tels chevaux, tels que Smoky the Cowhorse, ainsi que par la diffusion radio et celle des films western.
Leur participation à ce genre cinématographique est omniprésente. Ce sont des Quarter Horse qui sont utilisés dans les films Attaque au Cheyenne Club avec Henry Fonda et James Stewart, et L'Indien avec Anthony Quinn. Cisco, le cheval du lieutenant John Dunbar (Kevin Costner) dans Danse avec les loups (1990) est un Quarter Horse de robe isabelle. Kamikaze est un Quarter Horse ayant tourné dans plusieurs films notamment The Journeyman en 2001 ; le cheval Quartz Keeping Time a tenu le rôle-titre dans le film Prince noir en 1994.
En 2005, le Quarter Horse est classé parmi les vingt-trois plus belles races chevalines du monde, d'après la revue Cheval pratique.
L'État du Texas fait du Quarter Horse son cheval symbole officiel en 2009. Cette reconnaissance provient du grand rôle qu'a joué la race dans cet État américain.